# Personaggi di Dragon Ball Super

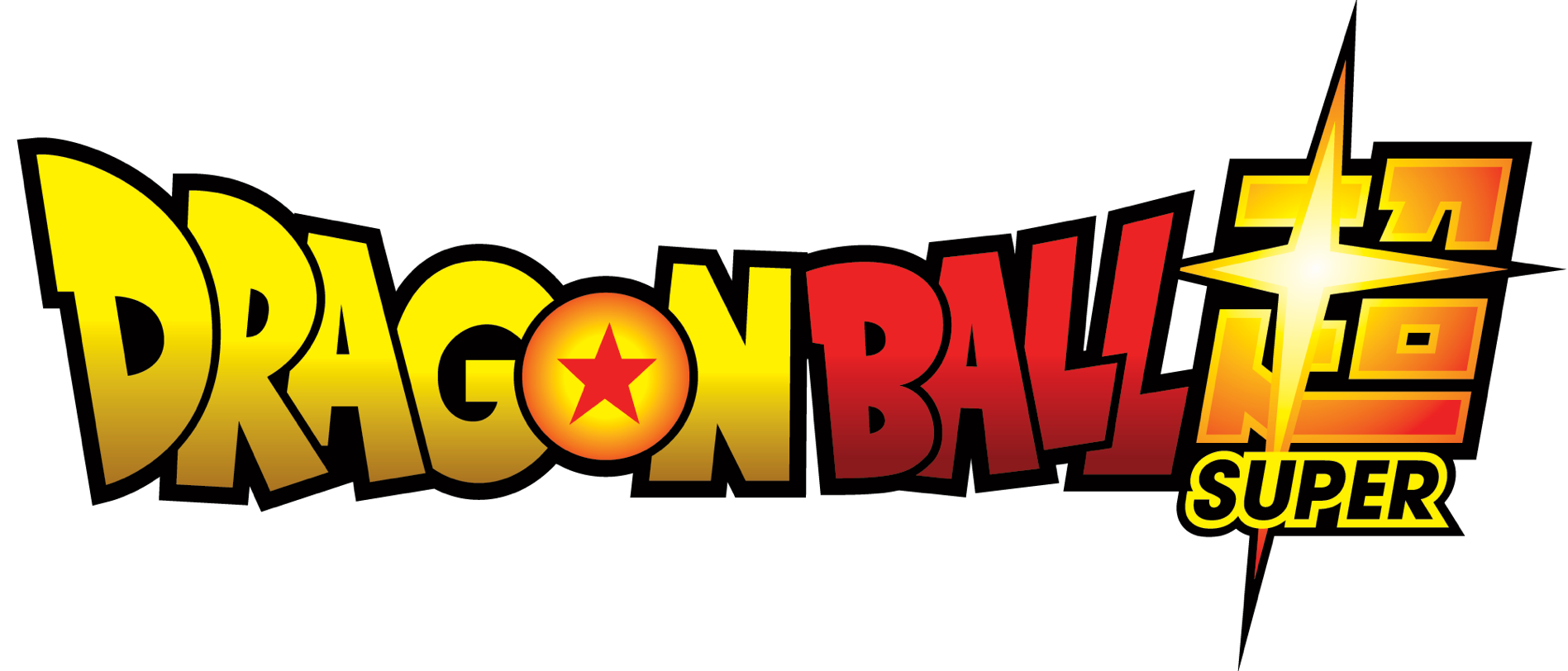
I personaggi di Dragon Ball Super nella prima sigla d'apertura

Questa è la lista dei personaggi di Dragon Ball Super, serie televisiva anime prodotta da Toei Animation e del manga di Toyotarō e Akira Toriyama da essa tratta. In questo elenco trovano posto i personaggi introdotti per la prima volta in Dragon Ball Super, mentre per i personaggi di quest'opera già introdotti nel manga Dragon Ball e nei media derivati, consultare Personaggi di Dragon Ball.

## Personaggi principali
Oltre ai soliti personaggi principali delle varie opere di Dragon Ball, in Dragon Ball Super compaiono:

### Jaco
Jaco Tillimentempibosh (ジャコ・ティリメンテンピボッシ?, Jako Tirimentenpibosshi) o semplicemente Jaco (ジャコ?, Jako) è un poliziotto della Pattuglia Galattica, protagonista del manga Jaco the Galactic Patrolman e successivamente personaggio secondario in Dragon Ball Z: La resurrezione di 'F' e in Dragon Ball Super. Si reca da Bulma per avvertirla del ritorno di Freezer per poi assistere allo scontro tra lui e Son Goku, poi assiste come spettatore al torneo di arti marziali tra il Sesto e il Settimo Universo, scoprendo l'imbroglio di Frost Lui e la Pattuglia Galattica si faranno aiutare da Goku e Vegeta nella cattura di Molo, prigioniero evaso dalla Prigione Galattica, assistendoli sia su Neo Namecc, che sulla Terra. Nel corso della serie è spesso coinvolto in missioni o pattugliamenti, ma il più delle volte si dimostra vigliacco, incompetente e incline a commettere errori grossolani, nonostante sia un abile combattente, piuttosto forte e agile nei movimenti e facente uso degli equipaggiamenti ad alta tecnologia della Pattuglia Galattica. Per sua stessa ammissione, pur non essendo molto forte, la sua vista è capace di catturare i movimenti più veloci e impercettibili. È il responsabile della salvaguardia di ben tre distretti nell'universo. In giapponese è doppiato da Natsuki Hanae e in italiano da Massimo Di Benedetto.

### Monaka
Monaka (モナカ?) è uno dei cinque guerrieri del Settimo Universo scelti da Beerus per partecipare al torneo di arti marziali contro i combattenti del Sesto Universo. Il suo nome, a detta di Whis, significa «individuo dai grandi "ponta"» (ossia capezzoli, spiega Monaka stesso) e deriva dal dolce omonimo preparato con cialde di farina di riso e marmellata di fagioli azuki. Alieno Wagashi originario dell'omonimo pianeta, Monaka è un individuo di costituzione bassa e mingherlino. A detta di Beerus, è il guerriero più forte del Settimo Universo, ma in realtà questa si rivelerà una bugia detta dal Dio della distruzione dato che Monaka è solo un semplice fattorino convocato per motivare Goku e Vegeta in vista del torneo dei due universi. Dopo che Goku si ritira dal torneo, Monaka è l'ultima speranza per il Settimo Universo e sale sul ring per sfidare Hit. Quest'ultimo, nonostante sia conscio della propria superiorità sull'avversario, fa vincere di proposito Monaka, consegnando di fatto la vittoria alla squadra di Beerus. Goku, essendo all'oscuro del fatto che Monaka non è il formidabile combattente che crede, lo propone come membro del team che rappresenterà il Settimo Universo al Torneo del Potere, ma Beerus con la scusa che Monaka non si sente bene e che dunque non è nelle condizioni di parteciparvi, evita ancora una volta di rivelare la verità a Goku. In giapponese è doppiato da Masami Kikuchi e in italiano da Luca Bottale.

### Granolah
Granolah (グラノラ?, Guranora) è un mercenario, lavora su commissione. È l'ultimo superstite della sua civiltà aliena, è un cereliano cinquantenne, i suoi simili vennero sterminati dai Saiyan su ordine di Freezer. Vive sul suo pianeta natale Cereal insieme ai sugariani, gli attuali abitanti del pianeta, Granolah vive in una casa isolata insieme al suo amico Monaito. È un abile guerriero, fa uso di Oatmeel (オートミル?, Ōtomiru) un monocolo che porta all'occhio destro che funge da intelligenza artificiale. Avendo sempre covato odio per Freezer e per i Saiyan, usa le sfere del drago di Cereal invocando Toronbo, chiedendogli di trasformarlo nel guerriero più forte dell'universo, pagando come prezzo i 150 anni restanti della propria vita. Essendogli rimasti solo 3 anni di vita, decide di stanare Freezer chiedendo aiuto Elec, a capo della famiglia Heeter, che fa in modo che Goku e Vegeta (tra i pochi Saiyan rimasti in vita) combattano contro di lui. Granolah per merito dei poteri che Torombo gli ha concesso, acquisisce molte capacità quali la levitazione, la telecinesi, la moltiplicazione corporea, oltre al fatto che può percepire l'energia altrui con la forza della mente, e sa usare anche la Distruzione, tra l'altro quando combatte al massimo della sua potenza il suo occhio sinistro diventa rosso come quello destro. Granolah affronta Goku e Vegeta, ma la forza dei tre guerrieri si equivale, poi però mette da parte l'odio contro di Saiyan quando Monaito gli rivela che Goku è il figlio di Bardack, il Saiyan che salvò Monaito e Granolah dallo sterminio della civiltà di Cereal, oltre a confessargli che erano stati gli Heeter a incaricare Freezer di attaccare Cereal, e che proprio Elec uccise Muezli la madre di Granolah. Quest'ultimo combatte insieme a Goku e Vegeta contro Gas, il membro più forte della famiglia Heeter, che per merito del drago Toronbo è diventato ora l'essere più forte dell'universo, ma a sconfiggerlo sarà Freezer il quale uccide lui e Elec. Conclusa la battaglia Granolah decide di usare le sfere di Cereal per rimediare ai danni che ha fatto, è implicito che voglia usarle per privarsi anche dei poteri che il drago gli aveva concesso, riconoscendo ormai in Goku e Vegeta due amici.

## Draghi

### Super Shenron
Super Shenron (超神龍?, Sūpā Shenron, lett. "Super Dio Drago"), chiamato anche Drago di Dio (神の龍?, Kami no Ryū), è il drago magico evocato utilizzando le super sfere del drago. Ha dei poteri nettamente superiori a quelli di Shenron, Polunga e Toronbo essendo in grado di esaudire qualsiasi desiderio senza alcuna limitazione, ed è di dimensioni infinitamente superiori a quelle degli altri tre draghi: a confronto con lui, infatti, anche intere galassie sembrano minuscole. Il drago si esprime esclusivamente nella lingua degli dei, idioma nel quale è anche necessario formulare il desiderio da esaudire. È doppiato in giapponese da Ryūzaburō Ōtomo e in italiano da Vittorio Bestoso.

### Toronbo
Toronbo (トロンボ?) è il drago che viene evocato dalle sfere del pianeta Cereal, egli può esaudire un solo desiderio. Proprio come Polunga per invocarlo è necessaria una formula namecciana, ma una volta apparso è possibile esprimere il desiderio rivolgendosi al drago nel linguaggio comune. Il suo aspetto in parte ricorda quello di un'axolotl. La vita del drago Toronbo è legata a quella del namecciano Monaito per volere dell'Anziano Saggio di Cereal il quale morì durante l'invasione del pianeta. Una caratteristica di questo drago è quella di poter esprimere desideri anche oltre il potere della creatura a cui viene affidata la sua forza vitale (nel caso specifico, Monaito), proponendo una sorta di prezzo di "compensazione" a chi richiede il desiderio.

## Divinità
In Dragon Ball Super vengono introdotti gli Dei della distruzione, gli Angeli, i nuovi Kaiohshin provenienti da altri universi rispetto a quello principale della narrazione (il Settimo) e il Re dei dodici universi, Zeno.

### Dei della distruzione
Gli Dei della distruzione (破壊神?, Hakaishin), Signori della distruzione nell'edizione italiana dell'anime, sono una categoria di divinità introdotta per la prima volta in Dragon Ball Z: La battaglia degli dei e successivamente in Dragon Ball Super. Il loro ruolo è quello di distruggere i pianeti presenti nell'universo per mantenere l'equilibrio cosmico e permettere a nuove stelle e pianeti di nascere e di distruggere ogni cosa che rappresenti un ostacolo o minaccia al progresso del loro universo. Queste minacce vengono da loro discusse insieme ai Kaiohshin in una riunione che si tiene una volta ogni mille anni, sebbene gli Dei della distruzione non abbiano nessun obbligo di seguire gli ordini o consigli dei Kaiohshin, e alcuni di loro tendano a essere piuttosto lunatici e capricciosi quanto a quali minacce distruggere. Gli Dei della distruzione rappresentano l'opposto dei Kaiohshin, e, come rivelato da Whis, le generazioni di Kaiohshin e di Dei della distruzione esistono sempre in contemporanea, quindi, qualora i Kaiohshin cessassero tutti di esistere in un determinato universo, anche il Dio della distruzione di quell'universo morirebbe con loro e viceversa. Gli Dei della distruzione non possono viaggiare nel tempo, e per i viaggi interstellari e interuniversali hanno bisogno dei loro Angeli. È proibito lo scontro tra Dei della distruzione, che metterebbe a rischio i loro interi universi. Infatti una delle mansioni degli Angeli è impedire che tale cosa accada. Ad eccezione dei loro Angeli, gli Dei della distruzione sono generalmente gli esseri più forti dei rispettivi universi, superando largamente i Kaiohshin. I mortali che dimostrano una grande forza combattiva vengono selezionati e allenati dagli Angeli al fine di diventare nuovi Dei della distruzione. Tali divinità posseggono una tecnica particolare che spesso utilizzano per distruggere pianeti o mortali; tale tecnica è chiamata Distruzione (破壊?, Hakai), o Disgregazione nell'adattamento italiano dell'anime. Questa tecnica riduce in pochi secondi in polvere qualunque bersaglio. Una volta cominciata non si può fermare finché non è stata completata. Tutti i nomi degli Dei della distruzione, così come quelli degli Angeli, fanno riferimento a delle bevande alcoliche.
Gli Dei della distruzione sono: Iwne (イワン?, Iwan) del Primo Universo, Heles (ヘレス?, Heresu) del Secondo Universo, Mosco (モスコ?, Mosuko) e Mule (ミュール?, Myuru) del Terzo Universo, Quitela (キテラ?, Kitera) del Quarto Universo, Arack (アラク?, Araku) del Quinto Universo, Champa (シャンパ?, Shanpa) del Sesto Universo, Beerus (ビルス?, Birusu) del Settimo Universo, Liquir (リキュール?, Rikīru) dell'Ottavo Universo, Sidra (シドラ?, Shidora) del Nono Universo, Rumsshi (ラムーシ?, Ramūshi) del Decimo Universo, Belmod (ベルモッド?, Berumoddo) dell'Undicesimo Universo, e Geene (ジーン?, Jīn) del Dodicesimo Universo.

#### Beerus
Beerus (ビルス?, Birusu), chiamato Bills nella traduzione dei film, è il Dio della distruzione del Settimo Universo e fratello gemello di Champa. Il suo universo nella classifica è al penultimo posto, anche se poi riuscirà a guadagnarsi il terzultimo posto (decimo nella classifica). Compare per la prima volta in Dragon Ball Z: La battaglia degli dei e successivamente in Dragon Ball Super. È un felino umanoide dalla corporatura esile e dal colore viola, con grandi orecchie a punta simili a quelle dei gatti Sphynx. Indossa un collare nero e blu, una cintura dai medesimi colori con decorazioni romboidali bianche e arancioni e un piercing sull'orecchio sinistro. Come tutti gli Dei della distruzione, il destino di Beerus è legato ai Kaiohshin del Settimo Universo, in particolare al Kaiohshin dell'Est: se uno dei due dovesse morire, allora anche l'altro andrebbe incontro allo stesso destino. Il nome Beerus fa riferimento a una bevanda alcolica, ovvero la birra.

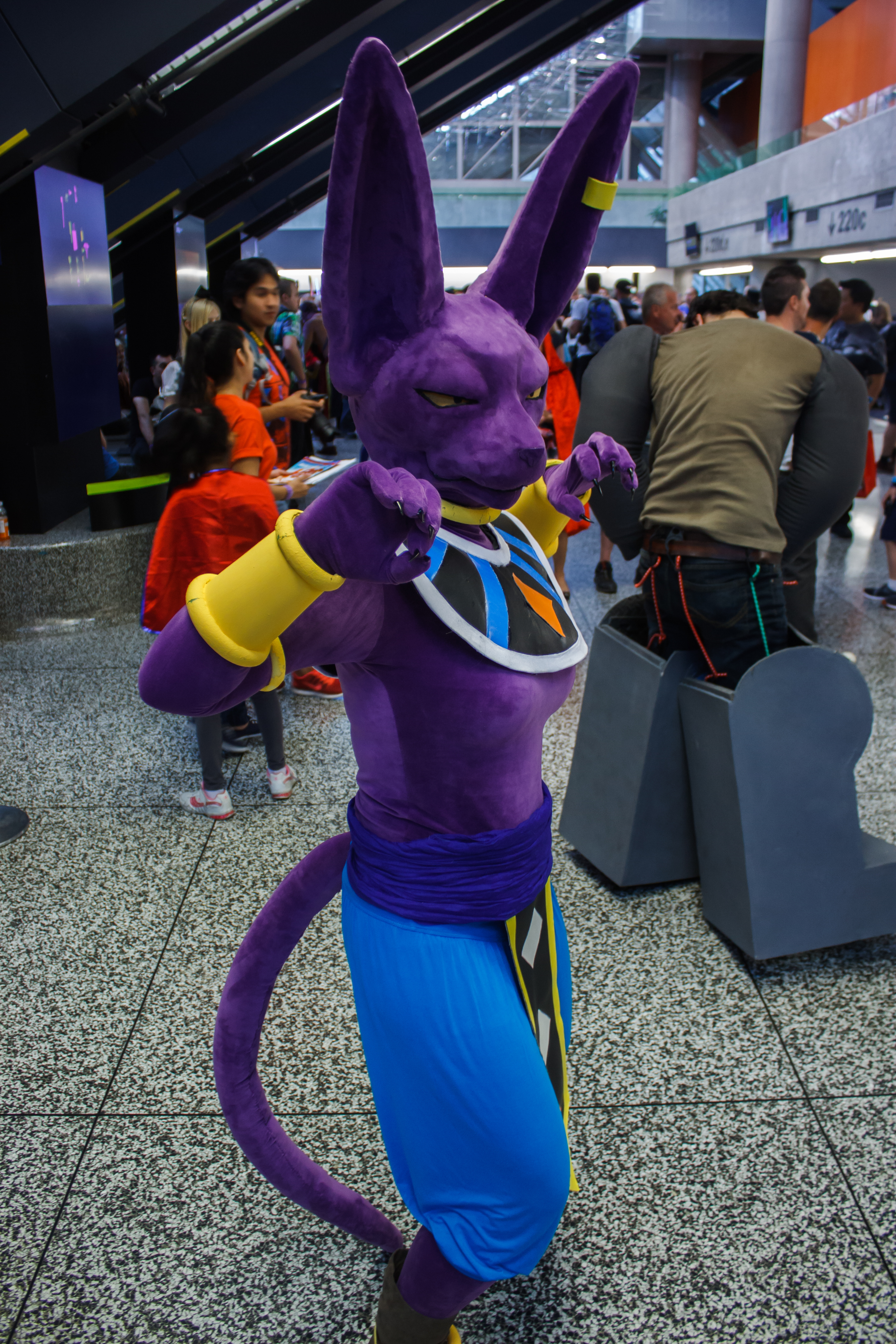
Cosplay del personaggio

Personaggio tendenzialmente pigro, lievemente lagnoso, amante del buon cibo, Beerus è una delle entità più forti di tutto Dragon Ball Super. Secondo questa serie, infatti, ha imprigionato l'Anziano Kaiohshin nella Spada Z, ha rimpicciolito per capriccio il pianeta di Re Kaioh del Nord e, soprattutto, è stato lui ad ordinare a Freezer di distruggere il pianeta Vegeta.
Beerus litiga spesso con suo fratello Champa per questioni infantili ed è il rivale di Quitela. Tutti gli altri Dei della distruzione lo detestano in quanto (come rivelato nel manga di Dragon Ball Super) hanno tutti rischiato la cancellazione da parte di Zeno a causa del suo carattere infantile e pigro. Difatti, durante una partita a nascondino organizzata dal Re degli universi Beerus si è addormentato per ben 50 anni, facendo infuriare la divinità, che è stata poi calmata dagli altri Dei della distruzione solo a fatica.
Sia nel film Dragon Ball Z: La battaglia degli dei che in Dragon Ball Super, Beerus si risveglia dopo 39 anni di sonno poiché ha sognato che si sarebbe scontrato con un avversario molto potente, il Super Saiyan God. Per scoprirne l'identità decide di chiedere informazioni ai Saiyan superstiti (Son Goku e Vegeta), sconfiggendoli entrambi e minacciando di far esplodere la Terra se non lo avessero portato da lui. Quando Goku si trasforma in Super Saiyan God, Beerus comincia ad affrontarlo e, alla fine dello scontro, nonostante sia in vantaggio sull'avversario, decide di risparmiare la Terra. Nel corso di Dragon Ball Super comincia a provare simpatia per Goku, Vegeta e per i terrestri, visitando spesso la Terra alla ricerca di nuove deliziose pietanze. Spronato da Goku, Beerus accetta di far partecipare cinque guerrieri del suo universo contro cinque del Sesto Universo (cioè l'universo del fratello Champa) in un torneo di arti marziali. Una volta vinto il torneo, Beerus usufruisce delle super sfere del drago per ripristinare la Terra del Sesto Universo, facendo un favore al fratello Champa. Dopo la comparsa di Black Goku, Beerus indaga sul nuovo nemico, scoprendo i piani malvagi di Zamasu del presente. Conscio della pericolosità di quest'ultimo e del fatto che voglia uccidere Gowasu, Kaiohshin del Decimo Universo, Beerus, insieme a Whis, Goku e Kaiohshin dell'Est, si reca nel Decimo Universo e, dopo aver impedito l'assassinio di Gowasu, disintegra Zamasu, uccidendolo definitivamente con la tecnica della Disgregazione (破壊?, Hakai). In seguito, durante il Torneo del Potere, sostiene dagli spalti i combattenti scesi in campo in rappresentanza del suo universo, imparando ad apprezzare i combattenti mortali, che si aggiudicano la vittoria del torneo.
L'ispirazione per questo personaggio è venuta ad Akira Toriyama dal suo gatto Cornish Rex. Dopo che il gatto si era ammalato gravemente, il veterinario aveva comunicato a Toriyama che probabilmente l'animale non sarebbe sopravvissuto, ma inaspettatamente si riprese e il veterinario, scherzando, disse che poteva avere dentro una specie di demone. Il personaggio di Beerus si ispira anche ad antiche divinità egizie, in particolare Anubi e Sekhmet. Nelle primissime versioni della sceneggiatura di La battaglia degli dei, Beerus somigliava più allo stereotipo del Dio della distruzione, cioè un personaggio estremamente cattivo e spaventoso. In giapponese è doppiato da Kōichi Yamadera e in italiano da Lorenzo Scattorin nell'anime e da Riccardo Rossi nel film Dragon Ball Z: La battaglia degli dei.

#### Champa
Champa (シャンパ?, Shanpa) è il Dio della distruzione del Sesto Universo e fratello gemello di Beerus. È un felino umanoide di colore viola, con grandi orecchie a punta simili a quelle dei gatti Sphynx, e, a differenza del fratello, è più basso ed è in sovrappeso. Indossa un collare nero e rosa e una cintura dai medesimi colori con decorazioni circolari bianche e arancioni. Champa, come il fratello, possiede un comportamento infantile, che viene fuori soprattutto quando è in disaccordo con Beerus. I due sono infatti sempre in competizione fra loro e tendono molto spesso a sfidarsi, cosa di norma proibita tra gli Dei della distruzione; tuttavia vengono tenuti a bada dai loro Angeli Whis e Vados. Come Beerus, anche Champa adora assaggiare cibi nuovi. Nelle prime apparizioni, Champa è intento a raccogliere le super sfere del drago, distribuite tra il Sesto e il Settimo Universo, capaci di esaudire un desiderio senza alcuna limitazione. In seguito raggiunge il pianeta di Beerus per sfidarlo ad una gara di prelibatezze, per decidere quale tra i loro due universi abbia il cibo migliore. Nella gara, Champa scopre il ramen della Terra del Settimo Universo e propone al fratello di organizzare un torneo tra i rispettivi universi in cui il vincitore avrebbe potuto esaudire qualunque desiderio con le super sfere del drago in suo possesso, con l'intenzione di desiderare la Terra nel caso in cui il suo universo avrebbe vinto. Purtroppo per lui, il torneo di arti marziali si conclude con la vittoria del Settimo Universo. Beerus, tuttavia, decide di fare un favore al fratello utilizzando le super sfere del drago per ripristinare la Terra del Sesto Universo, così che anche lo stesso Champa possa apprezzare le pietanze del pianeta. Durante il Torneo del Potere, viene rivelato che Champa stava raccogliendo nuovamente le super sfere del drago, che verranno poi messe in palio per la squadra vincitrice del torneo. Però, durante questo stesso torneo, tutta la squadra di Champa viene sconfitta e l'universo verrà, di conseguenza, disintegrato. Il nome di Champa fa riferimento allo champagne. Il suo universo nella classifica era al terzultimo posto (il decimo), ma verrà degradato al penultimo dopo la sconfitta al Torneo del Potere. Viene successivamente resuscitato al termine del torneo tramite le Super Sfere del Drago grazie al desiderio di C-17. Champa è stato creato da Toriyama e in giapponese è doppiato da Mitsuo Iwata e in italiano da Matteo Zanotti (ep. 18-25) e Matteo Brusamonti (ep. 28+).

### Angeli
Gli Angeli (天使?, Tenshi) sono gli accompagnatori e i maestri degli Dei della distruzione. Il loro compito consiste inoltre nel controllare i comportamenti degli Dei della distruzione e impedire che combattano tra di loro. Nonostante siano molto più forti di questi ultimi, gli Angeli devono rimanere sempre neutrali e non possono partecipare attivamente alle battaglie,anche allenando i loro discepoli sono sempre costretti a trattenere la loro forza per evitare di ucciderli, e se un angelo decide di contravvenire a queste regole il suo corpo viene automaticamente cancellato. Qualunque decisione prenda un Dio della distruzione, gli Angeli non obiettano ma restano imparziali; agiscono solamente se la situazione lo richiede. Se un Dio della distruzione muore, il suo maestro cessa di svolgere la sua mansione di Angelo e ricompare solo dopo l'elezione di un nuovo Dio della distruzione. Gli Angeli posseggono poteri mistici e sono in grado di parlare qualunque lingua presente nell'universo, oltre che di creare oggetti. Tutti gli Angeli posseggono un bastone magico che permette loro di comunicare o mostrare eventi o luoghi di tutto l'universo. Possono viaggiare più veloci della luce e spostarsi da un universo all'altro con facilità; di tanto in tanto possono inoltre "riavvolgere il tempo" e così facendo tornare nel passato fino a un massimo di tre minuti. Ufficialmente utilizzano questa capacità per impedire che i loro Dei della distruzione distruggano cose inadeguate, come ad esempio delle stelle. Come gli Dei della distruzione, gli Angeli sono in grado di sopravvivere nello spazio e in altri luoghi molto difficili da vivere, e inoltre non necessitano di dormire. Hanno dei poteri molto versatili nella manipolazione della vita, come viene mostrato quando Whis anticipa la nascita di Bra mentre era ancora nel grembo di Bulma, o come quando riporta permanentemente in vita Freezer dopo che Uranai Baba lo aveva resuscitato temporaneamente. La forza degli Angeli è dovuta soprattutto alla perfetta padronanza che hanno dell'abilità chiamata Ultra Istinto (身勝手の極意?, Migatte no Goku'i'), che permette al loro corpo di reagire da solo al pericolo senza che la mente ne limiti le capacità, sia al livello offensivo che difensivo; sia nel manga che nell'anime Whis afferma che persino gli Dei della distruzione non sono capaci di padroneggiare bene questa tecnica. Tutti i nomi degli angeli (a eccezione del Gran Sacerdote) fanno riferimento a delle bevande alcoliche.
Gli Angeli sono: il Gran sacerdote (大神官?, Dai-Shinkan), Awamo (アワモ?, Awamo) del Primo Universo, Sawar (サワア?, Sawaa) del Secondo Universo, Campari (カンパリ?, Kampari) del Terzo Universo, Conic (コニック?, Konikku) del Quarto Universo, Cucatail (クカテル?, Kukateru) del Quinto Universo, Vados (ヴァドス?, Vadosu) del Sesto Universo, Whis (ウイス?, Uisu) del Settimo Universo, Korun (コルン?, Korun) dell'Ottavo Universo, Mohito (モヒイト?, Mojito) del Nono Universo, Kus (クス?, Kusu) del Decimo Universo, Marcarita (マルカリータ?, Marukarīta) dell'Undicesimo Universo, e Martinne (マティーヌ?, Martinu) del Dodicesimo Universo.

#### Whis
Whis (ウイス?, Uisu) è l'Angelo di Beerus e suo maestro di arti marziali, figlio del Gran sacerdote, fratello minore di Vados. Whis compare per la prima volta nel film Dragon Ball Z: La battaglia degli dei e successivamente in Dragon Ball Super. Personaggio bislacco e molto ambiguo, ha una vera passione per il cibo e non disdegna mai di assaggiare nuove pietanze. Sia nel film che nella serie animata fa svegliare dopo 39 anni di sonno Beerus e lo accompagna alla ricerca del Super Saiyan God. Assiste allo scontro tra Beerus e Goku e una volta terminata la battaglia torna insieme a Beerus sul suo pianeta. Whis è affascinato dalle pietanze della Terra e vi si reca ogni tanto ad assaggiare cibi accompagnato da Bulma. Dopo un certo tempo accetta di allenare Vegeta e Goku sul pianeta di Beerus. Dopo la resurrezione di Freezer, Whis si reca sulla Terra insieme a Beerus per assistere al combattimento tra il tiranno spaziale e Goku. Quando Freezer distrugge la Terra, Whis salva tutti i presenti e riavvolge il tempo di tre minuti per permettere a Goku di dare il colpo di grazia a Freezer e ucciderlo prima che distrugga la Terra. Questa tecnica è ripetuta poi per salvare la vita a Gowasu dopo che quest'ultimo era stato ucciso da Zamasu. In occasione del Torneo del Potere, Whis con i suoi poteri fa partorire a Bulma la secondogenita Bra per permettere a Vegeta di partecipare al torneo tranquillamente. Finito il torneo fa tornare in vita Freezer affermando che si tratta di un regalo da parte di Beerus come ringraziamento per l'impegno di Freezer nel torneo. Il nome di Whis fa riferimento ad una bevanda alcolica, il whisky. In giapponese è doppiato da Masakazu Morita e in italiano da Alessandro Zurla nell'anime e Roberto Chevalier nel film Dragon Ball Z: La battaglia degli dei.

#### Vados
Vados (ヴァドス?, Vadosu) è l'Angelo di Champa, oltre che sorella maggiore di Whis. È sempre al fianco di Champa e lo aiuta ad organizzare il torneo di arti marziali tra il Sesto e il Settimo Universo. In diversi occasioni si diverte a prendere in giro Champa per la sua stazza dicendogli che deve dimagrire e molto spesso gli fa notare il suo carattere capriccioso come quello di un bambino. Durante il Torneo del Potere inoltre si diverte a far arrabbiare Champa facendo finta di sapere che il suo universo verrà distrutto. È stata lei ad allenare Whis e in virtù di ciò si ritiene che sia un po' più forte di lui, benché Whis non sia della stessa opinione. Come per Champa, Beerus e Whis, il nome di Vados è un gioco di parole che fa riferimento a una bevanda alcolica, il calvados. È doppiata da Yuriko Yamaguchi in giapponese e da Debora Magnaghi (durante la saga del Torneo tra il Sesto e Settimo Universo) e Jolanda Granato (durante la saga del Torneo del Potere) in italiano.

#### Gran sacerdote
Il Gran sacerdote (大神官?, Dai-Shinkan), chiamato anche Gran consigliere nel doppiaggio italiano dell'anime, è il padre di tutti gli Angeli. È l'Angelo servitore di Zeno e vive nel suo palazzo. È sempre molto gentile e sorridente, tuttavia sa essere serio e tale cosa incute paura alle altre divinità. Nel manga di Dragon Ball Super Whis racconta a Goku che il Gran sacerdote è il guerriero più forte di tutto il multiverso. Lo stesso Whis afferma di non essere minimamente paragonabile a lui in quanto a potenza. Quando Zeno organizza il Torneo del Potere, il Gran sacerdote informa tutti gli universi dell'evento e delle sue regole e fa da arbitro al torneo di dimostrazione per Zeno. Una volta completato il ring per il Torneo del Potere, vi teletrasporta tutte le squadre dei diversi universi. Funge poi da arbitro al torneo. In giapponese è doppiato da Masaya Takatsuka e in italiano da Matteo Zanotti e Mattia Bressan.

#### Merus
Merus Ikanoichiyabosshi (メルス・イカノイチヤボッシ?, Merusu Ikanoichiyabosshi), chiamato semplicemente Merus (メルス?, Merusu), è il fratello di Whis, è un angelo ancora inesperto, il Gran sacerdote lo inviò nel Settimo Universo per rendere più completa la sua formazione così che potesse conoscere meglio il mondo mortale. In quanto ad abilità di combattimento, pur essendo forte in qualità di angelo, non è però al livello di Whis. Si unirà alla Pattuglia Galattica diventandone il loro migliore elemento, infatti è stato assegnato alla salvaguardia di ben 104 distretti nell'universo, avendo assicurato alla giustizia molti criminali. In qualità di angelo però, non può usare i suoi poteri per servire la Pattuglia Galattica, limitandosi solo a usare gli equipaggiamenti che gli vengono forniti. Ha sempre tenuto ben nascosta la sua identità di angelo. Quando Molo fuggirà dalla Prigione Galattica, Merus preleverà Majin Bu dalla Terra affinché il Grande Kaiohshin all'interno del suo corpo possa fermarlo, coinvolgendo anche Goku e Vegeta nella missione. Quando Merus capirà che nemmeno il Grande Kaiohshin può fermare Molo, allenerà Goku per consentirgli di padroneggiare meglio l'Ultra Istinto all'interno di una Stanza dello Spirito e del Tempo che si trova in un pianeta alieno, ma l'allenamento verrà interrotto da Whis il quale riporterà Merus nel mondo degli angeli ritenendo che suo fratello abbia sviluppato troppa parzialità nei confronti del bene e del male. Nonostante tutto, aiuterà Goku nella battaglia contro Molo sulla Terra, dato che lo stregone aveva praticamente sconfitto tutti i suoi avversari, Merus decide di infrangere le leggi angeliche e di combattere contro Molo al massimo della sua forza, e il suo corpo si dissolve. Merus muore così senza rimpianti, dato che ormai aveva imparato a combattere in difesa della giustizia e quindi non condividendo più i valori degli angeli sulla neutralità, avendo maturato pure una sincera stima nei confronti di Goku come guerriero e persona. Il Grande Sacerdote, benché fosse deluso dalla condotta di Merus, mostrerà clemenza con lui acconsentendo che possa tornare in vita, ma come mortale, e quindi Merus tornerà a prestare servizio nella Pattuglia Galattica. Il suo nome deriva dal latino merus termine che sta a indicare il vino puro e pregiato.

### Kaiohshin
I Kaiohshin sono: Anato (アナト?, Anato) del Primo Universo, Pell (ペ ル?, Peru) del Secondo Universo, Eyre (エア?) del Terzo Universo, Kuru (クル?, Kuru) del Quarto Universo, Ogma (オグマ?, Oguma) del Quinto Universo, Fuwa (フワ?, Fuwa) del Sesto Universo, Shin (シン?) del Settimo Universo, Ille (イル?, Iru) dell'Ottavo Universo, Roh (ロウ?, Rou) del Nono Universo, Gowasu (ゴワス?) del Decimo Universo, Khai (カイ?) dell'Undicesimo Universo, e Agu (アグ?) del Dodicesimo Universo.

#### Gowasu
Gowasu (ゴワス?) è il Kaiohshin del Decimo Universo, maestro di Zamasu e custode degli anelli del tempo del Decimo Universo. È molto gentile e saggio, non tollera chi abusa della propria autorità sui più deboli e crede nel grande valore del ruolo di Kaiohshin, ovvero quello di proteggere la vita, in particolare gli umanoidi questo però lo porta a essere un ingenuo e a non accorgersi del pericolo che possono rappresentare sia mortali come gli umanoidi nel futuro oppure Kaiohshin come Zamasu. Gowasu viene salvato da Beerus il quale elimina il suo allievo Zamasu, infatti Gowasu era all'oscuro dei perfidi piani del suo allievo, il quale prima avrebbe ucciso lui e tutti gli altri Kaiohshin, per poi sterminare tutti gli umanoidi. Nelle due linee temporali alternative apparse nella serie, invece, Gowasu è stato definitivamente ucciso in entrambe le occasioni dal suo allievo. Successivamente al suo salvataggio da parte di Beerus, Gowasu si reca insieme al Kaiohshin dell'Est nella linea temporale di Trunks del futuro con un anello del tempo per cercare di redimere Black Goku, ma inutilmente inoltre Black lo accusa di essere negligente come il resto degli dèi verso i mortali e che solo colpa degli dei che non intervengono se i mortali compiono azioni malvagie. Prima che lo Zeno del futuro distrugga la Zamasu Fuso e tutto il multiverso di Trunks del futuro, Gowasu ritorna nella sua epoca con l'anello del tempo, e infine promette a Beerus di scegliere i suoi nuovi allievi con più saggezza in futuro. In occasione del Torneo del Potere, non riuscendo a scegliere i guerrieri per il torneo, lascia il compito a Rumoosh. Durante il torneo la squadra del Decimo Universo viene sconfitta. Il nome Gowasu, insieme a quello di Zamasu, deriva dal verbo arcaico giapponese per "essere". In giapponese è doppiato da Tetsuo Gotō e in italiano da Oliviero Corbetta.

### Zeno
Zeno (全王?, Zen'ō, lett. "Re di tutto") è il Re dei dodici universi e dunque la divinità più potente di tutto il mondo di Dragon Ball Super. È un essere minuscolo dalla personalità piuttosto infantile. Ha poteri sia di creazione che di distruzione. Nonostante non sia un combattente, tutte le altre divinità lo temono, in quanto ha il potere di distruggere qualunque cosa egli voglia nello stesso istante in cui egli desidera sia distrutta. Alla sua prima apparizione, alla fine del torneo tra il Sesto e il Settimo Universo, essendo rimasto molto colpito dagli scontri a cui ha assistito propone una sfida di maggiori proporzioni in cui richiamerà tutti i migliori guerrieri dei dieci universi rimanenti per un torneo interuniversale, il Torneo del Potere. Whis e Beerus raccontano a Goku che Zeno non combatte, ma è in grado di distruggere interi universi e che ne ha già annientati 6, rivelando che gli universi un tempo erano 18. Dopo il loro primo incontro alla fine del torneo tra il Sesto e il Settimo Universo, Zeno simpatizza con Goku a un punto tale da volerlo come amico e gli regala un pulsante per permettere al Saiyan di convocarlo in qualsiasi momento. Durante lo scontro finale contro Zamasu, Goku utilizza il pulsante per convocare Zeno del futuro, lo Zeno della linea temporale di Trunks del futuro. Osservando la devastazione causata da Zamasu, Zeno ne rimane sconvolto. In quest'occasione, il Saiyan implora lo Zeno del futuro di sconfiggere Zamasu, ma il re dei dodici universi, non conoscendo Goku, capisce male la sua richiesta e distrugge l'intero multiverso del futuro. Recuperato da Goku e Trunks, Zeno del futuro viene portato nella linea temporale dei protagonisti e fa amicizia con la sua controparte del presente, per poi stabilirsi perennemente nella sua dimora. Qualche tempo dopo, i due Zeno organizzano il Torneo del Potere per distruggere i sette universi che perderanno durante la competizione. Durante il torneo elimineranno gli universi sconfitti, a eccezione del Settimo Universo, il vincitore, il cui unico guerriero in campo sarà Numero 17 che come premio otterrà le super sfere del drago esprimendo il desiderio di ricreare gli universi eliminati da Zeno. Nelle versioni giapponesi, Zeno (in entrambe le sue versioni) è doppiato da Satomi Kōrogi e in italiano da Sabrina Bonfitto.

## Antagonisti

### Impero di Freezer

#### Sorbet
Sorbet (ソルベ?, Sorube) è un soldato al servizio di Freezer che compare per la prima volta nel film Dragon Ball Z: La resurrezione di 'F' come uno degli antagonisti e successivamente in Dragon Ball Super. Il suo nome deriva dal sorbetto. Dopo la morte del tiranno spaziale per mano di Trunks, ha preso il suo posto come leader del suo esercito. Indossa al dito un anello in grado di emettere colpi laser. Viene ucciso sulla Terra durante la battaglia tra Freezer e i Saiyan: Freezer crea una sfera di energia che, lanciata verso gli avversari, viene deviata da Vegeta e indirizzata proprio nella direzione dell'indifeso Sorbet. In giapponese è doppiato da Shirō Saitō e in italiano da Marco Pagani nell'anime e Pasquale Anselmo nel film Dragon Ball Z: La resurrezione di 'F'.

#### Tagoma
Tagoma (タゴマ?, Tagoma) è il più fedele sottoposto di Sorbet e sua guardia del corpo che compare per la prima volta nel film Dragon Ball Z: La resurrezione di 'F' e successivamente in Dragon Ball Super. Sorbet afferma che la sua forza è paragonabile a quella di Zarbon. Il suo nome deriva dalla parola "tamago", cioè "uovo" in giapponese. Insieme a Sorbet si reca sulla Terra per resuscitare Freezer con le sfere del drago. Una volta riportato in vita Freezer, Tagoma gli consiglia di dimenticare la vendetta sui Saiyan ed iniziare a ricostruire il suo impero. Freezer decide di non ascoltarlo e lo uccide scagliandolo nello spazio. Nella serie invece Tagoma non viene ucciso e aiuta Freezer nei suoi quattro mesi di allenamento. Si reca sulla Terra insieme a Freezer e Sorbet. Per aver supportato Freezer nell'allenamento è diventato molto potente e mette in difficoltà i Guerrieri Z, tuttavia viene colpito di sorpresa da Gotenks. Vicino a lui si reca Ginew, ancora ranocchio, e con uno stratagemma scambia i corpi trasferendo Tagoma nella rana e Ginew nel corpo di Tagoma. In giapponese è doppiato da Kazuya Nakai e in italiano da Luca Bottale nell'anime e Massimiliano Virgilii nel film Dragon Ball Z: La resurrezione di 'F'.

#### Shisami
Shisami (シサミ?, Shisami) è uno dei più fedeli sottoposti di Sorbet. Compare per la prima volta nel film Dragon Ball Z: La resurrezione di 'F' , dove affronta Piccolo e Son Gohan per poi essere ucciso da Freezer insieme al resto dell'esercito del tiranno galattico, e successivamente nell'anime Dragon Ball Super, dove ha un ruolo più importante e il suo carattere viene maggiormente ampliato. Disprezza profondamente Tagoma ed è geloso delle attenzioni riservate a quest'ultimo da parte di Sorbet e Freezer. Durante la battaglia sulla Terra, mentre è impegnato nella lotta contro Gohan, viene colpito a tradimento proprio dal suo rivale Tagoma che lo uccide, nel tentativo di colpire anche il Saiyan, perforandogli il petto con un colpo energetico. Il suo nome deriva dal piatto sashimi. In giapponese è doppiato da Tetsu Inada e in italiano da Francesco Rizzi nell'anime e da Mario Bombardieri nel film Dragon Ball Z: La resurrezione di 'F'.

### Commeson
L'Essere Super Acqua (超人水?, Chōjin sui) è la preziosa acqua sovrumana che secondo la leggenda è in grado di aumentare enormemente il potere di chi la beve. In realtà, come si scoprirà successivamente, l'Essere Super Acqua non è un semplice liquido ma un essere di nome Commeson (コメソン?) creato dagli abitanti del pianeta Pot-au-feu per difendersi dagli attacchi esterni. Commeson, col tempo, divenne estremamente potente e malvagio e ciò spinse tutti gli abitanti di Pot-au-feu a sacrificarsi per sigillarlo (tutti eccetto Potage che rimase a guardia del sigillo). Commeson è un liquido di colore viola che ha la capacità di impossessarsi dei poteri e della personalità di coloro coi quali entra in contatto. Una volta fatto questo, l'essere sputa fuori la sua vittima (al quale restano pochi minuti di vita prima di scomparire) e ne crea una copia perfetta che ubbidisce ai suoi ordini. Dopo 100 anni di prigionia, Commeson viene liberato dal criminale Gryll, assorbendo sia quest'ultimo che la sua banda. Più tardi assorbe anche Vegeta, creando così una perfetta copia del Saiyan. Sul posto arriva anche Goku che comincia a combattere con la copia di Vegeta. Quando la situazione sembra precipitare per Goku e compagni, Monaka calpesta involontariamente il nucleo di Commeson, indebolendo così l'essere malvagio che viene poi sconfitto definitivamente da Goku con una Kamehameha. Il suo nome deriva dalla parola francese "consommé", ovvero un tipo di brodo. In giapponese è doppiato da Ryō Horikawa (ep. 44) e Masakazu Morita (ep. 45+). In italiano non possiede un doppiatore ma, prendendo le sembianze prima di Gryll e poi di Vegeta, è doppiato da Pietro Ubaldi e da Gianluca Iacono.

### Zamasu
Zamasu (ザマス?, Zamasu) è un apprendista Kaiohshin del Decimo Universo, allievo del Kaiohshin Gowasu ed ex-Re Kaioh del Nord del suo universo. Fisicamente ha una corporatura esile, pelle verde, capelli bianchi e indossa due orecchini Potara di colore arancione. Caratterialmente è molto diverso dagli altri Kaiohshin apparsi nella serie: mostra infatti una natura avversa ai mortali, specialmente agli esseri umanoidi, secondo lui irrispettosi della vita e recidivi nei loro errori. Decide così di sterminare tutti gli umanoidi e di diventare la sola divinità suprema dell'universo, rimodellandolo secondo i suoi desideri.
Nella serie appaiono tre versioni di questo personaggio: il primo è Zamasu del presente (現在のザマス?, Genzai no Zamasu) proveniente dalla linea temporale in cui è ambientata la storia principale, che verrà distrutto da Beerus con la tecnica della Distruzione; il secondo viene da una linea temporale alternativa generatasi quando Beerus uccide lo Zamasu del presente; in questa linea temporale Zamasu (del presente) non viene ucciso e usa le super sfere del drago per scambiare il suo corpo con quello del Goku della sua linea temporale, per poi ucciderlo, venendo poi conosciuto col nome di Black Goku (ゴクウブラック?, Gokū Burakku). Il terzo Zamasu è Zamasu del futuro (未来のザマス?, Mirai no Zamasu) che proviene da una terza linea temporale, quella di Trunks del futuro, e che usa le super sfere del drago per divenire immortale. Black Goku e Zamasu del futuro stringono poi un'alleanza quando Black Goku, conscio di avere bisogno di un alleato, si dirige nella linea temporale di Trunks del futuro con il suo anello del tempo. Qui, i due uccidono tutti gli altri Kaiohshin di tutti gli universi di questa linea temporale, per poi sterminare innumerevoli mortali su molti pianeti e infine ridurre la Terra di Trunks in uno stato di terrore. Minacciati da Goku e Vegeta, chiamati in aiuto da Trunks, Black Goku e Zamasu del futuro effettueranno successivamente la fusione con gli orecchini Potara per dar vita a Zamasu Fuso (合体ザマス?, Gattai Zamasu), noto anche come Fusione Zamasu nell'anime e Zamasu (Fusione) nel manga, e di solito chiamato semplicemente Zamasu. Nell'anime, quest'ultimo verrà sconfitto da Trunks del futuro con l'aiuto dell'energia di Goku, Vegeta e di tutti i terrestri: Trunks convoglia quest'energia nella sua spada con la quale distrugge il corpo fisico di Zamasu Fuso, non riuscendo però a bandire il suo spirito immortale, che uccide quasi tutti i terrestri della linea temporale di Trunks. Nel manga, Zamasu Fuso finisce per moltiplicarsi in un numero esponenziale di copie di se stesso in seguito agli attacchi di Trunks e Vegeta. Sia nel manga che nell'anime, Zamasu viene quindi definitivamente cancellato da Zeno del futuro (convocato da Goku), che, non conoscendo Goku e interpretando male la sua richiesta, cancella insieme a lui tutto il multiverso della linea temporale di Trunks del futuro.
Quanto a capacità, Black Goku, avendo il corpo di Goku è in grado di utilizzare numerose tecniche del Saiyan, come ad esempio il Teletrasporto e la Kamehameha, e inoltre possiede una forma potenziata dello Zenkai che gli permette di aumentare il suo potere ogni volta che combatte (invece che ogni volta che rimane gravemente ferito). Nel manga è in grado di trasformarsi in Super Saiyan con una potenza superiore al Super Saiyan 2 di Goku e Vegeta, e inoltre, sia nel manga che nell'anime, possiede una trasformazione a lui specifica, il Super Saiyan Rosé (chiamata Super Saiyan rosa nell'adattamento italiano dell'anime). Zamasu del futuro essendo immortale può subire ogni tipo di ferita, anche la più mortale ma riesce sempre a rigenerarsi, quindi spesso fa da scudo a Black; può inoltre usare la telecinesi e con la sua energia può guarire anche le ferite altrui, e con questo potere ha aiutato Black nella lotta contro i Saiyan. Zamasu Fuso è in assoluto la versione di Zamasu più forte apparsa. Nel manga è immortale e può rigenerarsi all'infinito, oltre ad essere capace di creare il katchin e di utilizzare la tecnica dell'Illusione distruttiva, nell'anime invece l'immortalità di Zamasu del futuro non trova equilibrio con la mortalità di Black Goku e di conseguenza il corpo di Zamasu Fuso, dopo un potentissimo attacco di Goku, comincia a deteriorarsi assumendo una forma mostruosa, anche se il suo potere rimane inalterato. Tutte le versioni di Zamasu utilizzano una tecnica particolare, ovvero la Spada di energia, che consiste nel creare una spada fatta col proprio Ki.
In giapponese Zamasu (del presente e del futuro) è doppiato da Shin'ichirō Miki e in italiano da Maurizio Merluzzo. Black Goku è doppiato da Masako Nozawa in giapponese e in italiano da Claudio Moneta, i doppiatori di Goku. Zamasu Fuso è doppiato dal solo Shin'ichirō Miki in giapponese e dal solo Maurizio Merluzzo in italiano, ma con un effetto a eco in quanto la fusione contiene due Zamasu.

### Guerrieri del Sesto Universo

#### Hit
Hit (ヒット?, Hitto) è il più forte guerriero del Sesto Universo, nonché uno dei cinque che sono stati selezionati da Champa per il torneo di arti marziali contro i combattenti del Settimo Universo, ed è l'ultimo tra questi a salire sul ring; durante il Torneo del Potere, inoltre, rappresenta uno dei guerrieri più forti di tutto il Torneo. È soprannominato Hit l'infallibile (百発百中のヒット?, Hyappatsuhyakuchuu no Hitto) e l'Assassino Leggendario (伝説の殺し屋?, Densetsu no Koroshi-ya). Calmo, taciturno e misterioso, Hit è un famigerato sicario, vecchio di più di 1000 anni, cui Vados ha promesso, in caso di vittoria nel torneo contro il Settimo Universo, il Cubo di Champa per spostarsi anche in altri universi. Hit è un attento osservatore, ed è capace di migliorare le sue abilità durante i combattimenti contro i propri avversari, ma la sua abilità più caratteristica consiste nell'eseguire le sue tecniche sulla manipolazione temporale quali il Salto temporale e la Gabbia temporale. Durante il torneo contro il Settimo Universo riesce a sconfiggere con pochi colpi Vegeta per merito del suo Salto Temporale, prima di affrontare Goku, il quale trova il punto debole ai salti temporali. Nonostante le sue abilità si dimostrino quindi non sufficienti per sconfiggere Goku, il Saiyan si ritira dallo scontro con Hit in quanto consapevole del fatto che Hit, non potendo uccidere, non stava combattendo al massimo delle sue abilità, e subito dopo Hit decide di perdere di proposito contro Monaka per pareggiare i favori con il Saiyan consegnando la vittoria del torneo alla squadra del Settimo Universo. Tempo dopo (solo nella serie anime) Hit si reca sulla Terra con l'ordine di assassinare Goku per conto di un misterioso mandante. Goku dopo un duro combattimento sconfigge Hit con una Kamehameha violentissima e ad incontro finito si scopre che a commissionare l'uccisione a Hit è stato proprio Goku, che intendeva così scoprire le vere capacità dell'alieno. In occasione del Torneo del Potere, Hit viene reclutato da Champa come il leader della squadra del Sesto Universo. Nel manga affronta subito Jiren dell'Undicesimo Universo insieme a Goku e prova a sconfiggerlo con lo Slittamento Temporale, mentre nell'anime sconfigge Narirama del terzo universo, affronta insieme a Goku Dyspo e Kunshi dell'undicesimo sconfiggendo il secondo e sfida Jiren dopo che questi ha battuto Goku, mettendolo alle strette con la Gabbia Temporale. In entrambi i casi Jiren ha la meglio e riesce ad eliminare Hit dal Torneo del Potere. "Hit" in lingua inglese significa "colpo", ma è da notare che, insieme alla parola "man" forma "Hitman", ovvero appunto "sicario". In giapponese è doppiato da Kazuhiro Yamaji e in italiano da Diego Baldoin.

#### Cabba
Cabba (キャベ?, Kyabe) è uno dei cinque guerrieri del Sesto Universo selezionati da Champa per il torneo di arti marziali contro i combattenti del Settimo Universo, ed è il quarto tra questi a salire sul ring. È un giovane Saiyan dai capelli e dagli occhi neri, di costituzione bassa e mingherlino. Diversamente dai violenti e pericolosi Saiyan del Settimo Universo, Cabba e gli altri membri della sua specie sono pacifici e combattono solo ed esclusivamente per difendere l'universo dalla minaccia di pericolosi criminali. È un ragazzo coraggioso pronto a tutto pur di aiutare i suoi compagni. Proprio come tutti i Saiyan del Sesto Universo, pure lui non ha la coda. Cabba prova molto rispetto per Vegeta riferendosi a lui col termine di "maestro". Al torneo contro il Settimo Universo, dopo la sconfitta di Magetta, Cabba affronta Vegeta, ma fin dall'inizio non si dimostra all'altezza del suo avversario, essendo incapace di trasformarsi in Super Saiyan, e per questo supplica il principe dei Saiyan di insegnargli la trasformazione. Grazie ad uno stratagemma, Vegeta fa arrabbiare Cabba, consentendogli di raggiungere il livello di Super Saiyan, per poi sconfiggerlo, nello stadio di Super Saiyan blu, con un violento colpo allo stomaco. Cabba viene scelto per partecipare al Torneo della Potenza indetto da Zeno, e Champa gli chiede di reclutare altri Saiyan nella squadra per il torneo. Cabba recluta le due Saiyan Caulifla e Kale e insegna loro come trasformarsi in Super Saiyan. Durante il Torneo del Potere Cabba, nell'anime, elimina facilmente Nigrisshi del Terzo Universo, Murisam del Decimo Universo e, trasformandosi in un Super Saiyan II, Monna del Quarto Universo, ma subito dopo Freezer lo sfiderà eliminandolo facilmente dal torneo. Nel manga invece Cabba sconfigge The Preecho del Terzo Universo e affronta Freezer e Dyspo, ma poi si autoelimina dal Torneo del Potere per salvare Kale, la quale stava avendo la peggio contro i Pride Troopers dell'Undicesimo Universo. Come per gli altri Saiyan apparsi nella serie, il suo nome è un gioco di parole che fa riferimento a un ortaggio, in questo caso Cabba si riferisce al cavolo. In giapponese è doppiato da Daisuke Kishio e in italiano da Simone Lupinacci.

#### Magetta
Magetta (オッタ マゲッタ?, Otta Magetta) è uno dei guerrieri selezionati da Champa per il torneo di arti marziali contro i combattenti del Settimo Universo, e successivamente anche per il Torneo del Potere. Appartiene ai metalman, una razza di giganteschi robot capaci di aumentare la temperatura dell'ambiente circostante usando la lava presente nel loro corpo. Magetta non parla mai, emette solo il verso "choo-po", inoltre nel manga viene detto che pesa 1000 tonnellate. Nonostante sia un grosso robot, Magetta è in grado di muoversi velocemente e il suo corpo di metallo è in grado di resistere a numerosi attacchi. Ha dimostrato di essere molto forte riuscendo a tenere testa a Vegeta trasformato in Super Saiyan. Al torneo tra il Sesto e il Settimo Universo lui è il terzo guerriero della sua squadra a salire sul ring, combattendo contro Vegeta i cui attacchi si rivelano inutili data la resistenza della sua corazza, quindi Vegeta lo sconfigge buttandolo fuori dal ring dopo averlo reso inerme con degli insulti, dato che i metalman sono particolarmente emotivi. Durante il Torneo del Potere, nell'anime, Magetta affronta Vegeta e Muten con l'aiuto di Frost, ma alla fine Vegeta lo elimina dal torneo buttandolo buori dal ring, mentre nel manga è la sua compagna di squadra Kale, trasformatasi in Super Saiyan leggendario, ad eliminarlo sollevandolo di peso e scagliandolo fuori dall'arena. Il suo nome è la combinazione di quello di due famosi robot, Mazinger e Getter Robot. In giapponese è doppiato da Naoki Tatsuta e in italiano da Andrea Oldani e Cesare Rasini.

#### Frost
Frost (フロスト?, Furosuto) è uno shimoni del Sesto Universo, fisicamente molto simile a Freezer ed è uno dei cinque combattenti scelti da Champa per partecipare al torneo contro i combattenti del Settimo Universo; è il secondo a salire sul ring di questo torneo. Dall'aspetto molto simile a quello della sua controparte del Settimo Universo, Freezer, Frost possiede tutte le facoltà di quest'ultimo ma, all'apparenza, è un individuo generoso e magnanimo, avendo preso parte al torneo solo per ottenere l'aiuto di Champa nel fermare le guerre del Sesto Universo. Nel corso del torneo, però, si scoprirà la sua vera natura malvagia: egli crea delle guerre per poi risolverle e passare come l'eroe di turno, acquistando successivamente i pianeti colpiti dalle guerre a costi molto bassi. Nel manga queste azioni non vengono menzionate, ma viene comunque descritto come un giocatore scorretto che ha il potenziale per diventare un nuovo Freezer. Al torneo contro il Settimo Universo, dopo la sconfitta di Botamo, Frost affronta Goku e poi Piccolo, sconfiggendoli entrambi irregolarmente grazie a un ago stordente presente nel suo braccio destro. Scoperto il suo stratagemma egli viene squalificato, ma Vegeta convince l'arbitro a reintegrarlo tra i partecipanti del torneo per poi sconfiggerlo con estrema facilità. Dopo il torneo, Cabba fa sapere a tutti gli abitanti del Sesto Universo della vera natura malvagia di Frost: il tiranno spaziale, dunque, diventa un criminale e si dà alla fuga. Tempo dopo, però, viene reclutato per partecipare al Torneo della Potenza indetto da Zeno. A pochi minuti dall'inizio del Torneo conosce Freezer, suo doppelgänger del Settimo Universo, e i due si alleano per un piano diabolico, dove Frost aiuterà Freezer a prevalere sugli altri avversari. Nel manga elimina con un attacco a sorpresa Crilin e Tenshinhan e affronta il Nono Universo eliminando Oregano, Hysopp, Rozelle, Hop, Sorell, Comfrey e Chapill. Nell'anime elimina a tradimento Crilin per poi combattere insieme a Magetta contro Vegeta e il Maestro Muten, costringendo poi Freezer a picchiare Gohan. In entrambi i casi Freezer lo tradisce e approfittando di una sua distrazione lo butta fuori dal ring eliminandolo dal Torneo del Potere.
Come Freezer, Frost possiede la capacità di trasformarsi per aumentare o ridurre la propria forza. Alla sua prima apparizione è nella prima forma, ma successivamente raggiunge prima la terza e poi la quarta ed ultima (nonché vera) forma durante il combattimento con Goku. Come Freezer, Re Cold, Cooler e Chilled, il suo nome è un riferimento al freddo: in inglese "frost" significa "gelo". In giapponese è doppiato da Ryūsei Nakao e in italiano da Federico Zanandrea, gli stessi doppiatori di Freezer.

#### Botamo
Botamo (ボタモ?, Botamo) è uno dei cinque guerrieri selezionati da Champa per il torneo di arti marziali contro i combattenti del Settimo Universo ed è il primo tra questi a salire sul ring. Ha l'aspetto di un orso dal pelo giallo, con indosso solo una canottiera, dei guantoni da box e degli stivali, tutti di colore rosso. La sua abilità speciale consiste nel deviare qualsiasi attacco ricevuto in un'altra dimensione, grazie alla quale è stato in grado di resistere e mettere in difficoltà Goku nella sua forma base. Nel manga dimostra di essere molto veloce nei movimenti e di avere un corpo estremamente elastico. Durante il torneo tra il Sesto e il Settimo Universo, Goku trova un modo semplice per sconfiggerlo, prendendolo per le gambe e lanciandolo fuori dal ring. In seguito Botamo viene scelto da Champa per il Torneo del Potere, dove nella serie animata combatte contro Gohan che approfittando della sua troppa sicurezza derivatagli dal fatto che è immune da ogni danno fisico lo colpisce ripetutamente allo stomaco, sollevandolo da terra per poi spingerlo fuori dal ring con un attacco energetico. Nel manga invece Botamo elimina Monna del Quarto Universo, per poi affrontare C-17 che lo elimina dal torneo spingendolo fuori dall'arena con un poderoso pugno allo stomaco. Il suo nome è un gioco di parole che fa riferimento ad un dolce giapponese, il botamochi. In giapponese è doppiato da Yasuhiro Takato e in italiano da Giovanni Battezzato.

#### Caulifla
Caulifla (カリフラ?, Karifura) è una Saiyan del Sesto Universo e sorella minore di Renso (il quale appare unicamente nell'anime) oltre ad essere una dei guerrieri più forti del suo universo nonché di tutto il Torneo del Potere. È la prima donna Saiyan a trasformarsi in Super Saiyan all'interno del franchise. Caulifla è una giovane e magra Saiyan dagli occhi e capelli neri. A differenza dei Saiyan del Settimo Universo lei e la sua gente non possiedono la coda. Il suo carattere è molto simile a quello dei Saiyan del Settimo Universo: arrogante, aggressiva e ansiosa di misurarsi con avversari sempre più forti. Tuttavia sa riconoscere il valore di chi incontra ed è affettuosa con Kale, la sua migliore amica. È molto legata a Kale ed è disposta a sacrificarsi pur di salvarla e cerca sempre di motivarla. Caulifla possiede un brillante senso del combattimento. La stessa Caulifla ritiene che su Sadala non esista un Saiyan che possa sconfiggerla. Nonostante la giovane età, è un prodigio della lotta e in brevissimo tempo ha imparato a padroneggiare la trasformazione in Super Saiyan, e nell'anime anche quella del suo terzo stadio, ed il Super Saiyan II. Inizialmente Caulifla è a capo di un gruppo di Saiyan malavitosi ed è temuta persino dalla Forza di Difesa di Sadala. In cambio delle informazioni necessarie per trasformarsi in Super Saiyan viene poi reclutata da Cabba per partecipare al Torneo del Potere, dove combatte non tanto per salvare il suo universo, ma per mettere alla prova la sua forza. Al Torneo del Potere, solo nell'anime, sconfigge Napapa del Decimo Universo e, con l'aiuto di Kale, Zoiray, Kettol e Kahseral dell'Undicesimo Universo. Lei e Kale, usando gli orecchini Potara di Fuwa, si fonderanno in Kefla (ケフラ?, Kefura) ma verranno sconfitte ugualmente, nell'anime da Goku mentre nel manga da Gohan. Come per gli altri Saiyan, il suo nome è un gioco di parole che fa riferimento a un ortaggio, in questo caso Caulifla si riferisce al cavolfiore. Il personaggio è stato creato da Toriyama dopo aver ricevuto le bozze per Kale dallo staff della Toei Animation; in giapponese è doppiata da Yuka Komatsu e in italiano da Chiara Francese.

#### Kale
Kale (ケール?, Kēru) è una Saiyan del Sesto Universo, nonché protetta di Caulifla e sua migliore amica. È uno dei guerrieri più forti di tutto il Torneo del Potere oltre ad essere uno dei guerrieri più forti del suo universo. Piccola e magra, tiene i lunghi capelli neri legati in una coda. È una ragazza molto timida, ansiosa e con poca autostima. È molto legata a Caulifla al punto da chiamarla "sorellona", ed è molto gelosa dell'amica. Nel manga è eccezionalmente veloce ed è un'ottima combattente, ma la sua forza principale (sia nel manga che nell'anime) risiede nel fatto che è in grado di trasformarsi nel Super Saiyan Berserker, la prima volta in seguito a sentimenti di profonda frustrazione legati a Caulifla. Osservando questa trasformazione, Cabba si accorge che Kale è il Saiyan leggendario che appare una volta ogni 1000 anni: un Saiyan diabolico che se si risveglia rischia di scatenare un potere strabiliante che però, a furia di crescere, lo porterà all'autodistruzione, a meno che non impari a controllare l'immensa rabbia tipica di questa forma, che rende inoltre il Saiyan in questione estremamente pericoloso anche per le persone a lui care, vista la perdita di raziocinio causata dalla trasformazione. Nell'anime, Kale elimina dal torneo Mechiorp del Decimo Universo e anche Vuon, Zoiray, Kettol e Kahseral dell'Undicesimo Universo, gli ultimi tre aiutata da Caulifla. Sempre nell'anime, durante il Torneo del Potere, impara a controllare la trasformazione in Super Saiyan leggendario grazie all'aiuto di Caulifla, mantenendo l'immenso potere senza farsi accecare dalla rabbia. Nel manga invece sconfigge Dercori, Ganos, Shosa e Shantsa del Quarto Universo, Maji Kayo, Nigrisshi e Anilaza del Terzo Universo, Zirloin, Rabanra e Zarbuto del Secondo Universo, Obuni del Decimo Universo, e in preda alla rabbia elimina pure i suoi compagni Magetta, Saonel e Pirina. Lei e Caulifla usando gli orecchini Potara di Fuwa si fonderanno in Kefla (ケフラ?, Kefura), ma verranno ugualmente eliminate dal torneo, nell'anime da Goku e nel manga da Gohan. Come per gli altri Saiyan, il suo nome è un gioco di parole che fa riferimento a un ortaggio, in questo caso Kale si riferisce a un tipo di cavolo. Gli sceneggiatori della Toei Animation hanno rivelato in un'intervista di averla creata basandosi su Broly, visto che quest'ultimo è un personaggio molto apprezzato dai fan. In giapponese è doppiata da Yukana e in italiano da Giulia Bersani.

#### Kefla
Kefla (ケフラ?, Kefura) è la guerriera nata dalla fusione tra Kale e Caulifla tramite gli orecchini Potara. Kefla possiede i grandi occhi neri di Caulifla così come la maggior parte delle sue espressioni facciali, e quella di Caulifla sembra essere la personalità dominante della fusione. Kefla è uno dei guerrieri più forti di tutto il Torneo del Potere. Nel manga riesce da sola ad eliminare più della metà della squadra dell'Undicesimo Universo, mentre nell'anime, già nel semplice stadio base è in grado di superare la forza del Super Saiyan God, e trasformandosi in Super Saiyan è capace di sconfiggere persino il Super Saiyan blu Kaiohken. Sempre nella serie animata, durante il combattimento contro Goku riesce ad aumentare il suo potere riuscendo a raggiungere la trasformazione in Super Saiyan II. Trasformandosi in Super Saiyan (1 o 2) la sua muscolatura aumenta leggermente e i suoi capelli assumono una colorazione verde, come accade a Kale quando diventa un Super Saiyan Berserker. Kale e Caulifla usano la fusione durante il Torneo del Potere, e Kefla riesce, nel manga, a sconfiggere Kunshi, Kettol, Zoiray, Tupper, Cocotte e Vuon dell'Undicesimo Universo, per poi essere battuta da Gohan ed eliminata dal torneo. Nell'anime invece combatte contro Goku e sebbene all'inizio sia in vantaggio contro di lui (anche a causa dell'estrema stanchezza dell'avversario), Goku poi la sconfigge facilmente grazie al potere dell'Ultra Istinto Incompleto, buttandola fuori dal ring con una Kamehameha. È doppiata simultaneamente da Yuka Komatsu e Yukana in giapponese, e in egual modo da Chiara Francese e Giulia Bersani in italiano.

### Guerrieri dell'Undicesimo Universo

#### Jiren

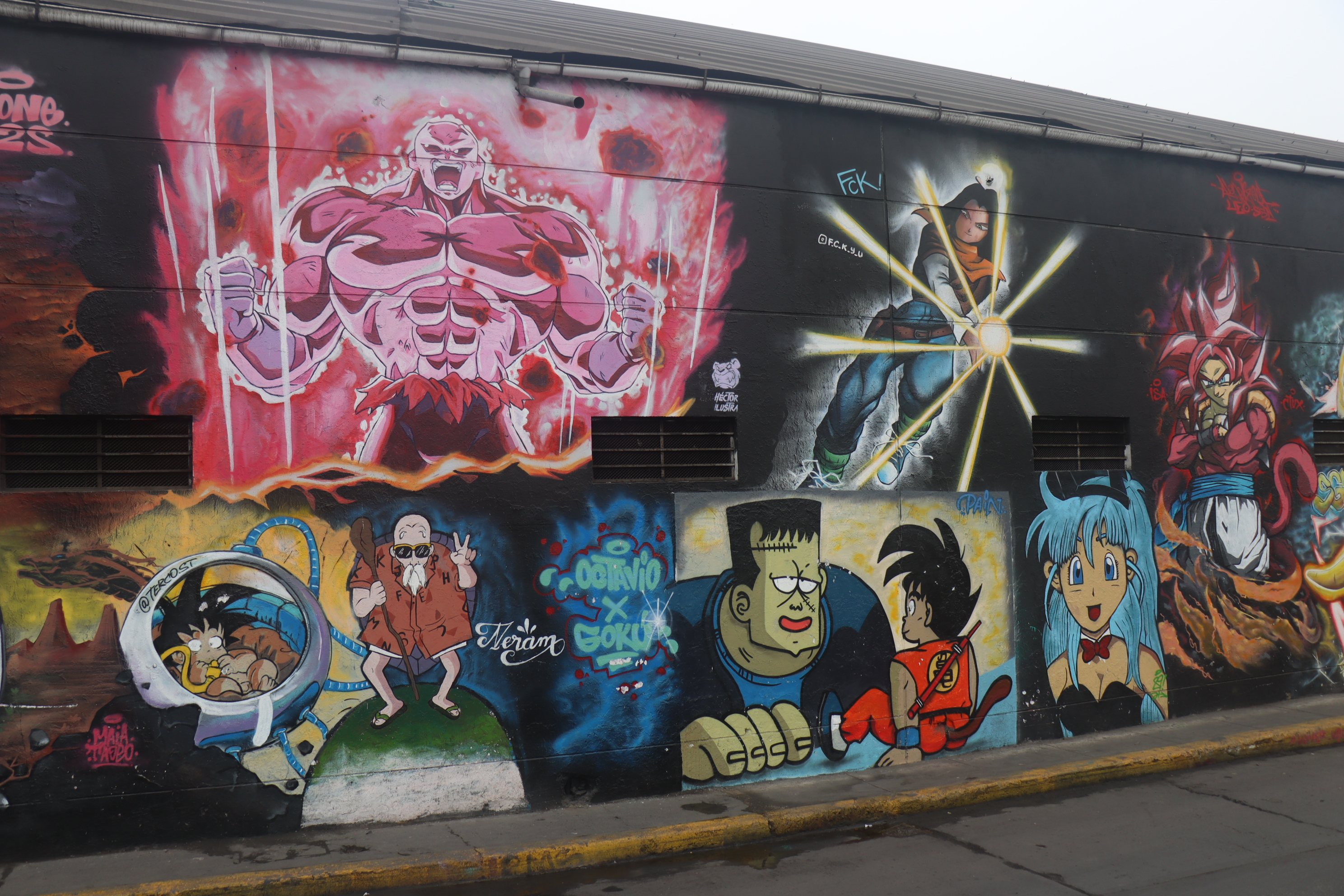
Murales con Jiren (primo personaggio in alto a sinistra)

Jiren (ジレン?, Jiren) è un membro del team Pride Troopers (プライドトルーパー?, Puraido Torūpāzu), una squadra di guerrieri dell'Undicesimo Universo che combattono per la libertà e la giustizia. È conosciuto come Jiren il Grigio (灰色のジレン?, Haiiro no Jiren) ed è il guerriero più forte dell'Undicesimo Universo nonché il guerriero più forte in assoluto di tutto il Torneo del Potere. Jiren è devoto alla giustizia e al benessere di tutti, che mette al di sopra di ogni altra cosa, e non agisce mai per ragioni egoistiche, infatti si rifiuta di uccidere anche i malvagi. Tuttavia, considera la forza come l'unico mezzo possibile e valido per poter ottenere giustizia, e inizialmente considera l'amicizia come niente di più che una debolezza, anche se, dopo aver perso il Torneo del Potere, imparerà a dare più importanza al lavoro di squadra e ai legami di amicizia. Jiren è un guerriero molto silenzioso nonché freddo di carattere, ed è l'unico membro dei Pride Troopers a non effettuare pose artistiche prima di combattere. La grande fiducia che ha in sé lo porta a volte a essere arrogante; ciò è dovuto alla sua convinzione di essere il più forte, inoltre è solito intervenire negli scontri solamente se la situazione diviene critica. Nonostante questo, Toppo lo considera come il suo migliore amico. La forza di Jiren supera quella di un Dio della distruzione, ed è in grado di scagliare potenti pugni colpendo a distanza grazie agli spostamenti d'aria generati, è estremamente veloce, vanta un'elevatissima resistenza fisica e riesce a prevedere e parare con facilità le mosse degli avversari potendo competere alla pari con l'Ultra Istinto. Il suo Ki è talmente elevato da creare, con la sua sola presenza, delle barriere di energia impenetrabili attorno a lui. Nel manga, inoltre, usa un congegno che gli permette di rimpicciolire i suoi nemici, ed è in grado di viaggiare da un pianeta all'altro con semplicità risultando più veloce di un'astronave. Il maestro di Jiren, il grande guerriero Gicchin, che aveva introdotto Jiren ai Pride Troopers nella speranza che egli potesse apprendere il valore della cooperazione, è stato ucciso da un criminale che secondo la serie animata aveva ucciso anche i genitori di Jiren, e Jiren prende parte al Torneo del Potere con l'unico scopo di vincere le super sfere del drago e far risorgere il suo maestro, benché non apprezzi l'idea che gli altri universi vengano distrutti nel processo. Durante il Torneo del Potere nel manga dopo alcuni scontri minori Jiren elimina Hit del Sesto Universo, per poi iniziare un lungo duello con Goku: successivamente viene sfidato prima dal maestro Muten, che elimina con facilità, e poi da Vegeta. Nell'anime elimina facilmente Maji Kayo del Terzo Universo e dopo aver affrontato Goku sconfigge Hit, mettendosi poi a meditare: risvegliatosi per lo scontro tra la sua squadra e il Settimo Universo, riesce a sconfiggere Vegeta. Combatterà più volte contro Goku, che riuscirà a superarlo in potenza forte dell'Ultra Istinto, che il Saiyan scatenerà proprio durante lo scontro con Jiren,. Alla fine Jiren ormai allo stremo affronta Goku e Freezer cadendo dal ring del Torneo insieme ai due avversari, facendo in modo che l'ultimo guerriero rimasto al Torneo del Potere fosse C-17. Il nome "Jiren" deriva dalla parola giapponese "Renji", che significa stufa. Il personaggio è stato creato da Toriyama, in giapponese è doppiato da Eiji Hanawa e Yukiko Morishita (da bambino), mentre in italiano da Massimiliano Lotti, Laura Cherubelli (da bambino) e Mosé Singh (da ragazzo).

#### Toppo
Toppo (トッポ?, Toppo) è il secondo più forte dei guerrieri dell'Undicesimo Universo dopo Jiren, nonché uno dei combattenti più forti di tutto il Torneo del Potere, infatti è candidato a diventare il nuovo Dio della distruzione del suo universo, ed è allenato a questo scopo da Belmod in persona (Jiren sarebbe stato più adatto come Dio della distruzione ma non è mai stato interessato alla carica). È conosciuto con il soprannome di Guerriero della libertà (自由の戦士?, Jiyū no senshi). Toppo è un alieno umanoide dalla pelle marrone chiaro, calvo con le orecchie a punta, e possiede dei lunghi baffi bianchi che gli coprono la bocca. È un individuo di grossa statura, con i piedi sproporzionatamente piccoli rispetto al resto del corpo, mentre le mani sono al contrario sproporzionatamente grandi. Indossa un'uniforme rossa e nera, con un paio di guanti e stivali bianchi. È il leader della squadra rappresentante il suo universo, oltreché della squadra dei Pride Troopers, e considera Jiren come il suo migliore amico. Fiero di essere un guerriero che combatte per la giustizia, Secondo lui il male deve essere assolutamente annientato. È molto rispettato nel suo universo e tutti gli altri membri dei Pride Troopers lo rispettano e lo ammirano. Prende le lotte molto seriamente, infatti durante le battaglie non mostra pietà per i suoi avversari. Ogni suo attacco, solo nell'anime, inizia sempre con la parola justice che in inglese significa giustizia. È in grado di usare il Ki delle divinità, e nell'anime, grazie agli allenamenti di Vermoud, è in grado di acquisire il Ki di un Dio della distruzione, e quando ciò avviene egli diventa incredibilmente muscoloso, i suoi occhi diventano viola e può inoltre ricoprirsi del suo nuovo Ki in modo da formare uno scudo che disintegra ogni tipo di attacco ad energia scagliatogli contro. Toppo assiste al torneo preliminare al Torneo del Potere e alla fine di questo piccolo torneo combatte contro Goku in un match che nell'anime viene interrotto dal Gran Sacerdote, mentre nel manga Toppo riesce a battere Goku. Durante il Torneo del Potere, Toppo maturerà un rapporto di rivalità con Vegeta, i due infatti si affronteranno più volte durante il torneo. Verso la conclusione del torneo, Toppo viene infine sconfitto da Vegeta nell'anime, e da Freezer nel manga, che lo butta fuori dal ring approfittando della sua stanchezza. Il nome di Toppo deriva dalla parola inglese pot che significa pentola. Toppo è stato creato da Toriyama e in giapponese è doppiato da Kenji Nomura, mentre in italiano è doppiato da Pietro Ubaldi.

#### Dyspo
Dyspo (ディスポ?, Disupo) è un membro del team Pride Troopers. È conosciuto con il soprannome di Guerriero Sonico (ソニック戦士?, Sonikku no senshi) per il suo stile di combattimento basato sulla velocità, ed è il terzo più forte dei guerrieri dell'Undicesimo Universo, nonché uno dei guerrieri più forti di tutto il Torneo del Potere. Benché umanoide, le fattezze di Dyspo ricordano quelle di una lepre, e assomiglia molto a Beerus. Dyspo indossa la classica uniforme della sua squadra (rossa e nera con guanti e stivali bianchi). È in grado di muoversi in maniera estremamente veloce, tanto da riuscire a proiettare in più punti immagini di lui sulla retina, molto similmente alla tecnica del Zanzoken, e inoltre possiede un udito molto sviluppato che gli permette di percepire persino le contrazioni muscolari dei nemici. Si autodefinisce come il guerriero più veloce di tutti gli universi (anche se Jiren dimostra di essere più veloce di lui) ed è molto fiero delle sue abilità, ed è sempre pronto ad aiutare i suoi compagni; tende però a sottovalutare fatalmente i suoi avversari. Durante il Torneo del Potere, nelle fasi finali, lui, Toppo e Jiren saranno gli ultimi membri della loro squadra ancora in gara. Nell'anime Dyspo viene eliminato da Freezer mentre Gohan lo tiene fermo, facendosi eliminare insieme al Guerriero Sonico, mentre nel manga Dyspo viene eliminato da Freezer insieme a Toppo mentre cerca di aiutare quest'ultimo. Il nome di Dyspo deriva dalla parola disposal, ovvero lo smaltimento rifiuti in inglese. Dyspo è stato creato da Toriyama e in giapponese è doppiato da Bin Shimada e in italiano da Giorgio Bonino.

### Legione di Molo
La Legione di Molo (モロ軍団?, Moro Gundan) è una banda criminale, è composta da individui avidi e senza scrupoli, guidata dallo stregone Molo, formata dai prigionieri evasi dalla Prigione Galattica. Lo scopo principale della legione è quello di invadere i vari pianeti dell'universo per far sì che Molo possa nutrirsi della loro forza, così da incrementare il suo potere: lo stregone inoltre usa la sua magia per potenziare la forza dei suoi mercenari, rendendoli dei guerrieri estremamente potenti. Si spostano per mezzo delle loro navicelle spaziali e il loro quartier generale è la potente astronave di Saganbo, secondo in comando di Molo. Il grosso dei detenuti verrà sconfitto e catturato nella battaglia della Terra dalla pattuglia galattica e dai guerrieri della Terra e i leader del gruppo moriranno nel conflitto.

#### Molo
Molo (モロ?, Moro) è un potente stregone. Dieci milioni di anni prima della narrazione e ancora prima dell'avvento di Majin Bu, seminava il panico nel Settimo Universo, colpevole di aver causato l'estinzione di numerose razze su 320 pianeti e sul sistema solare di Iragi, ma quando affrontò il Kaiohshin del Sud e il Grande Kaiohshin, quest'ultimo lo privò della sua magia con la tecnica del Kai Kai Matoru, e venne consegnato alla Pattuglia Galattica che si limitò a tenerlo in custodia data l'incapacità di ucciderlo. Ha l'aspetto di un ariete antropomorfo dalla carnagione blu. È conosciuto col soprannome di "Molo il mangia pianeti" (星喰いのモロ?, Hoshikui no Moro), è un individuo arrogante dalla bieca cattiveria, odia la pace e coloro che cercano di preservarla, ed è capace di uccidere senza provare nessuna compassione: l'unica cosa che vuole è diventare sempre più potente continuando a nutrirsi dell'energia dei pianeti che prende di mira. È un totale misantropo e vede gli altri o come nutrimento o come meri strumenti per i suoi scopi: è da notare tuttavia che durante lo scontro contro Goku lascia intendere che ciò sia dovuto al fatto che per vivere sia costretto a divorare l'energia altrui.
Dopo anni di prigionia, avendo vissuto per un tempo longevo anche grazie all'energia assorbita dalle sue vittime, ormai prossimo alla morte essendo alla fine del ciclo della sua vita, recupera un po' della sua magia, ed evade della Prigione Galattica insieme a Cranberry raggiungendo con lui Neo Namecc, sterminando quasi tutti i namecciani raccogliendo le sfere del drago. Molo affronterà Goku, Vegeta e Majin Bu, nel cui corpo è assimilato il Grande Kaiohshin, ma Cranberry evocherà con le sfere Polunga, che restituisce a Molo il suo pieno potere magico, e farà evadere i criminali che erano reclusi nella Prigione Galattica, che ormai gli hanno giurato devozione. Molo comunque ucciderà Cranberry non avendo più bisogno di lui. Molo recupererà la sua giovinezza, assorbendo la forza vitale di Goku e Vegeta, oltre a quella prosciugata dei vari pianeti che lui e i suoi soldati hanno attaccato, come Neo Namecc e Zoon. Molo attaccherà la Terra e ucciderà i suoi stessi servi, Shimorekka e Saganbo, combatterà nuovamente contro Vegeta, che tramite la tecnica di fissione dello spirito riuscirà a privarlo della forza vitale con cui aveva alimentato il suo potere, facendolo tornare vecchio e debole. Molo, però, attraverso la bocca, assimilerà il corpo di Seven-Three, ottenendo il suo potere di replicare forza e abilità altrui. Molo sconfiggerà Goku, Vegeta, Piccolo, Gohan, Numero 17 e Numero 18, ma poi interverrà l'angelo Merus, che combatterà contro di lui, sacrificando la sua vita. Goku, usando l'Ultra Istinto, affronterà ancora una volta Molo, riuscendo a sconfiggerlo. Lo stregone, che aveva assimilato il potere di Merus, prima che quest'ultimo morisse, non riuscendo a contenere il potere angelico che ha assorbito, a causa dei limiti del suo corpo, decide di unirsi con il pianeta Terra: in questa nuova forma si rivela estremamente potente, ma lo porta a diventare completamente folle, tanto da arrivare ad un passo dall'autoesplosione. Nonostante ciò Goku, per merito del potere di Ub che Vegeta gli ha concesso e grazie all'energia datagli dagli amici, distrugge il nucleo di Molo salvando la Terra e uccidendo lo stregone una volta per tutte.
Viene definito il mago più potente di tutto il Settimo Universo: per sua stessa ammissione non si è mai allenato, quindi è ipotizzabile che la sua magia è frutto di abilità innate. È in grado di sopravvivere nello spazio, sa utilizzare la telecinesi, e può scagliare fulmini contro i suoi avversari. Le sue abilità telepatiche gli consentono di comunicare con una persona con la sola forza della mente, oltre a poter vedere nei ricordi degli altri. È capace di localizzare un pianeta solo percependo la presenza delle forme di vita che lo abitano, addirittura può anche localizzare la sfere del drago solo captando la loro energia. Il suo potere sensoriale gli consente di avvertire la presenza di una persona se essa tenta di localizzare la sua energia, indipendentemente dalla distanza. Molo può assorbire tutta la forza vitale di una creatura vivente o addirittura quella di un intero pianeta, privando così anche della vita, per alimentare la sua forza: per sua stessa ammissione ciò non ha lo scopo di potenziare la sua forza, ma solo di placare la sua insaziabile fame di potere. Goku e Vegeta trovano spaventoso il suo Ki, percependo in esso l'agonia delle sue vittime. È capace di donare ad altri individui la forza che lui ha assorbito per aumentare la loro potenza. Molo può anche manipolare l'energia di un pianeta e usarla contro i suoi nemici. Lo stregone ha il potere di fondersi con un altro essere vivente, ottenendo le sue capacità e acquisendo alcuni dei suoi tratti fisici, questo potere non solo è applicabile con una persona, ma anche con un intero pianeta. Inoltre è un ottimo guerriero, anche se le sue abilità come combattente non sono mai state ben definite: come afferma Goku con disinvoltura, se Molo si fosse allenato affinando la sua tecnica di lotta, sarebbe diventato incommensurabilmente più forte di quanto lo sia stato assorbendo l'energia vitale delle persone e dei pianeti con cui ha alimentato i suoi poteri. Una volta assorbito lo sgherro Seven-Three, egli ottiene la sua abilità di copia: inoltre a differenza dell'androide egli riesce a mantenere permanentemente i poteri rubati. Grazie a questa particolare abilità egli può accedere a poteri incredibilmente utili come la Fissione forzata dello Spirito di Vegeta, la rigenerazione di Piccolo e l'Ultra Istinto di Merus. Una volta assimilata la Terra egli può rubare l'energia a chiunque si trovi sul pianeta, manifestarsi come una gigantesca testa in grado di sparare raggi dalla bocca e materializzare innumerevoli mani gigantesche per attaccare l'avversario: a detta di Whis, se fatto esplodere in questo stadio potrebbe distruggere l'intera Galassia. Di contro, a causa dell'immondo potere a cui è sottoposto la sua sanità mentale e il suo corpo cedono, riducendolo ad un contorto ammasso di carne completamente folle.

#### Saganbo
Saganbo (サガンボ?, Saganbo) è il principale braccio destro di Molo nella sua devastazione della galassia: prima di unirsi a lui comandava una banda composta dai più forti e spietati sgherri dello stregone. Muscoloso e simile ad uno squalo, è ispirato nell'aspetto ai criminali degli anni cinquanta. Avido e senza scrupoli, non esita a sterminare popolazioni innocenti per arricchirsi: prova tuttavia un grande rispetto per i suoi sottoposti e una fedeltà assoluta a Molo, a cui è grato per avergli ridato la libertà. Il suo nome deriva da un taglio di carne giapponese ottenuto dalla carne dello spinarolo. Merus lo aveva arrestato insieme ai suoi sgherri nel palazzo di Zuno. Liberato dal desiderio di Molo raggiunge insieme agli altri detenuti il pianeta Neo Namecc: nella battaglia che segue lui e gli altri criminali costringono Goku e Vegeta alla fuga dato cha la loro forza era stata prosciugata dalla magia di Molo. Guida poi l'invasione del pianeta Zoon. Nella battaglia della Terra scende personalmente in campo dopo la sconfitta dei suoi sottoposti e, potenziato da Molo, affronta contemporaneamente Gohan, Piccolo, Numero 17, Numero 18 e Jaco riuscendo a metterli in difficoltà. Successivamente affronta Goku in persona, ma venendo potenziato fino all'eccesso da Molo, non riuscendo a contenere tutto quel potere, Saganbo muore collassando per la troppa energia, lasciando Molo completamente indifferente per la sua sorte.

#### Cranberry
Cranberry (クランベリ?, Kuranberi) è un ex soldato dell'armata di Freezer. Fu uno dei soldati scelti per partecipare alla spedizione verso il pianeta Namecc, ma venne sconfitto dagli abitanti del pianeta: irritato, Zarbon lo finì con un calcio. Quando il Dio della Terra fece tornare in vita tutte le vittime di Freezer e dei suoi sottoposti, anche Cranberry tornò in vita e fuggì dal pianeta. Egli è quindi insieme a Freezer l'unico antagonista resuscitato con le sfere in tutta la serie. Appare come un soldato debole e vigliacco, completamente terrorizzato da Molo che non esita a tradire quando ne ha la possibilità. Il suo nome deriva dal nome inglese del mirtillo rosso. Catturato dalla Pattuglia Galattica e rinchiuso in prigione, riesce ad evadere insieme allo stregone. Il duo si reca quindi su Neo Namecc per ottenere le sfere: mentre Molo affronta Goku, Vegeta e Majin Bu, egli insegue e uccide Moori, anziano saggio del pianeta in possesso dell'ultima sfera del drago. Evocato Poolunga con l'aiuto involontario del namecciano Esca, Cranberry chiede che Molo possa riottenere il suo antico potere magico: si prepara poi a chiedere di farsi mandare in un pianeta lontano dalla pattuglia e dallo stregone, ma viene ucciso proprio da Molo, deciso a sbarazzarsi di un soldato ormai inutile e di tenere anche l'ultimo desiderio per sé.

#### Seven-Three
OG73-I (ＯオーＧジー７セブン３スリー−Ｉアイ?, Ōjī Sebunsurī Aī), noto anche come Seven-Three (セブンスリー?, Sebunsurī), è un androide OG di Goichi, che Sagambo però gli aveva rubato. Essendo una macchina appare come un essere privo di emozioni totalmente fedele ai compagni: solo verso di questi infatti sembra in grado di provare dei sentimenti, disperandosi per la morte di Shimorekka. Possiede i poteri replicanti degli OG e questo fa di lui indubbiamente l'elemento più pericoloso della Legione, sebbene i suoi compagni lo considerino solo come uno strumento. Di tutti i mercenari della Legione, è l'unico di cui Molo riconosce l'effettiva utilità e che tratta con un minimo di cura, ma solo perché lo vede come un mezzo per potenziare la sua forza in caso di necessità. Dopo aver partecipato all'invasione del pianeta Zoon si reca insieme ai compagni Shimorekka e Yumba su un pianeta la cui civiltà aliena ha il potere di creare die varchi spaziali: Sevent-Three replica il loro potere e crea un varco con cui lui, Yumba e Shimorekka raggiungono la Terra. Lì i tre affrontano Gohan, Piccolo e Crilin sconfiggendoli. Su ordine di Molo si ritirano preferendo attaccare la Terra in attesa del ritorno di Goku e Vegeta. Quando ritorna sulla Terra insieme al resto della Legione, viene sconfitto da Gohan, Piccolo e Numero 17, successivamente Molo lo ingoia per ottenere la sua forza e le sue abilità, ma quando Goku distrugge lo stregone, Goichi fa recuperare il corpo (quasi distrutto) di Seven-Three. In seguito verrà rubato da Granolah per poi venderlo nella base degli Heeter che per mezzo dei dati raccolti da Seven-Three vengono a sapere dell'esistenza delle sfere del drago.

#### Shimorekka
Shimorekka (シモレッカ?, Shimorekka) è uno dei due vice della banda di Saganbo. Notevolmente basso, è dotato di una criniera appuntita: in battaglia utilizza la sua agilità e le sue unghie affilate per ferire mortalmente i suoi nemici. Come i compagni è un individuo avido e senza scrupoli, divertendosi sadicamente ad uccidere le sue vittime: è inoltre molto fedele al suo capo e pone fiducia totale nella potenza di Seven-Three. Il suo nome deriva dallo Shimotsukare (しもつかれ), un piatto tipico giapponese. Dopo aver partecipato all'invasione del pianeta Zoon si reca insieme ai compagni Seven-Three e Yumba sul pianeta Terra, con la missione di uccidere la gang Macareni, venendo ostacolati da Piccolo, Gohan e Crilin, riuscendo comunque a batterli. Prima di poter portare a termine la loro missione ricevono l'ordine di Molo di ritirarsi, dato che lo stregone vuole assorbire l'energia del pianeta solo quando saranno presenti anche Goku e Vegeta. Nella battaglia della Terra affronta Numero 18, venendo pesantemente sconfitto da quest'ultima: viene successivamente ucciso da Molo, appena sconfitto da Vegeta, che non voleva che interferisse nell'assorbimento di Seven-Three.

#### Yunba
Yunba (ユンバ?, Yunba) è uno dei detenuti facenti parte della banda di Saganbo. Ha l'aspetto di un enorme panda antropomorfo e probabilmente appartiene alla razza di Botamo. È un criminale violento e crudele ma anche estremamente pigro e goloso, rispecchiando gli stereotipi sugli orsi.
È uno dei guerrieri più forti della Legione, il suo stile di combattimento si basa principalmente sulla forza bruta, sebbene comunque sia notevolmente agile a dispetto della sua mole: inoltre, rotolando a grande velocità, come se fosse una palla, colpisce i suoi avversari con grande forza d'impatto. Il suo nome fa riferimento allo yuba. Raggiunge la Terra insieme a Seven-Three e Shimorekka: qui affronta e sconfigge Crilin e successivamente annienta insieme a Shimorekka Gohan e Piccolo, ormai totalmente prosciugati della loro energia da Seven-Three. Prima di potergli dare il colpo di grazia riceve l'ordine di Molo di ritirarsi. Nella battaglia della Terra affronta nuovamente Crilin, con cui ha sviluppato un'accesa rivalità: lo scontro è arduo, ma alla fine il terrestre riesce a prevalere grazie al suo arsenale di tecniche. Yunba viene successivamente arrestato e condotto in prigione dalla Pattuglia Galattica.

#### Fratelli Macareni
Pasta (パスター?, Pasutā), Ghetti (ゲッティ?, Getti) e Penne (ペンネ?, Pen'ne) sono una banda criminale conosciuta come i Fratelli Macareni (マカレニ兄弟?, Makareni Kyōdai), individui avidi e malvagi. Pasta è il leader del gruppo, e ha la capacità di far esplodere qualunque oggetto lui tocchi, Getti invece può generare una frusta con la sua energia, mentre Penne (l'unica donna del gruppo) può allungare le sue braccia. Tra i membri della legione, sono considerati dei buoni a nulla. Più volte Merus li ha messi agli arresti, l'ultima volta sul pianeta Jung mentre tentavano di rubare il Blue Aurum. Quando Molo li aiuterà a evadere dalla Prigione, riusciranno a rubare il Blue Aurum da Jung, poi faranno tappa sulla Terra, dove affronteranno Piccolo: pur affrontandolo in gruppo, non potranno nulla contro la superiorità del namecciano, che li sconfiggerà facilmente. Jaco infine li arresta.

#### Miza, Kikaza e Iwaza
Miza (ミザ?, Miza), Kikaza (キカザ?, Kikaza) e Iwaza (イワザ?, Iwaza) sono tre tra gli elementi più forti della banda di Saganbo. I loro nomi rispettivamente fanno menzione al Mizaru (見猿, ossia "non vedere il male"), Kikazaru (聞か猿, "non ascoltare il male") e Iwazaru (言わ猿, "non parlare del male"), ovvero le tre scimmie sagge. Durante la battaglia della Terra affrontano il maestro Muten che riesce inizialmente a sopraffarle, ma le tre guerriere si fondono in un'enorme e potentissima guerriera, in grado di mettere in difficoltà Crilin e Muten: in loro aiuto interviene Goku che sconfigge la triplice fusione con estrema facilità. Le tre guerriere vengono successivamente arrestate e condotte in prigione dalla Pattuglia Galattica.

#### Quoitur
Bikkura Quoitur (ビックラ•コイター?, Bikkura Koitā) è un Metalman facente parte della banda di Saganbo. Pieno di cicatrici, è un tipo taciturno che esplode facilmente dalla rabbia durante gli scontri. A differenza dei Metalmen del Sesto Universo egli è in grado di parlare il linguaggio comune: invece mantiene in comune la caratteristica di essere estremamente sensibile agli insulti. Partecipa alla battaglia della Terra e affronta Tenshinhan e Jiaozi, quest'ultimo con una raffica di insulti piccanti, riesce a sconfiggere il Metalmen, che cade a Terra e per via della sua depressione perde completamente la voglia di combattere. Quoitur viene successivamente arrestato e condotto in prigione dalla Pattuglia Galattica.

#### Zauyogi
Zauyogi (ザウヨギ?, Zauyogi) è il braccio destro di Saganbo insieme a Shimorekka. Alieno dall'aspetto di una lucertola antropomorfa, è estremamente orgoglioso del suo status nella banda e si considera superiore agli altri detenuti. Sembra facilmente impressionabile, rimanendo sconvolto ogni volta che vede Molo assorbire l'energia di un intero pianeta. In battaglia utilizza anche un lanciafiamme. Partecipa alla battaglia della Terra combattendo con Yamcha: in soccorso del terrestre arrivano anche Tenshinhan e Jiaozi, ma da soli non riescono ad impensierire il potente criminale. Fortunatamente Goku interrompe lo scontro sconfiggendo Zauyogi senza la minima difficoltà. Zauyogi viene successivamente arrestato e condotto in prigione dalla Pattuglia Galattica.

#### Yuzun
Yuzun (ユズン?, Yuzun) è un alieno facente parte della banda di Saganbo. Appartiene alla stessa razza di Zarbon. Viene considerato uno degli uomini più forti della Legione e per questo è estremamente arrogante e vanitoso in battaglia. Tende a irritarsi facilmente. Oltre alla trasformazione tipica della sua razza, è in grado di infondere energia negli oggetti per indurirli e scagliarli contro i nemici. Il suo nome è un riferimento allo citrus junos. Attacca insieme a due sottoposti il pianeta Yardrat, venendo sconfitto da Vegeta, non potendo lontanamente competere con la sua forza. Yuzun tenta la fuga con i suoi sottoposti, ma la loro navetta esplode uccidendoli istantaneamente per colpa di un edificio scagliato in aria dallo stesso criminale.

### Famiglia Heeter
La famiglia  Heeter (ヒータ?, Hīta) è un gruppo criminale che raramente opera in maniera diretta, preferendo incaricare terzi per i lavori più pericolosi. Guidato dal fratello maggiore Elec, il gruppo si arricchisce tramite varie forme di commercio, tra cui la conquista e la vendita di pianeti, tanto da lavorare a stretto contatto con l'Armata di Freezer. La loro base è su una fortezza che si trova in cima a un asteroide orbitante. Spietati con chiunque non appartenga al nucleo famigliare, possiedono vaste risorse economiche, tecnologie avanzate e navi spaziali. I membri della famiglia portano degli inibitori di forza simili a dei bracciali o a delle collane ornamentati di zanne, che tengono a freno la loro natura aggressiva.

#### Elec
Elec (エレク?, Ereku) è il fratello maggiore nonché capo della famiglia Heeter. Individuo malvagio, avido e manipolatore, guarda soltanto al profitto e non ha pietà per nessuno, tanto da uccidere l'innocente Muezli senza esitazione per poi usare per anni suo figlio Granolah come sicario. Ciò che più desidera è eliminare Freezer e impadronirsi della sua armata. Benché suo fratello Gas sia il più forte tra i membri della famiglia, è Elec a comandare, infatti la devozione che Gas ha per lui rappresenta un principio imprescindibile: nonostante ciò Elec considera Gas, Maki e Oil soltanto come armi da usare per i suoi fini. Anni prima della storia convinse Freezer a far distruggere i Cerealiani dal popolo Sayan, essendo a conoscenza del piano del dittatore di distruggere il loro pianeta: qui assistette allo scontro di Gas con il ribelle Bardack, che riuscì a salvare Monaito e il piccolo Granolah. Anni dopo Elec manipola il ragazzo, divenuto grazie alle sfere del drago di Cereal il guerriero più forte dell'universo, e lo convince ad uccidere Freezer in cambio della possibilità di affrontare Goku e Vegeta, ultimi sayan superstiti. Nel frattempo lui e i suoi fratelli utilizzano Seven-Three e Zuno per ottenere informazioni sulle sfere del drago: recandosi su Cereali il leader degli Heeters invoca il drago Toronbo e gli chiede di trasformare Gas nel guerriero più forte dell'universo. Assiste quindi ai numerosi scontri del fratello contro Goku, Vegeta e Granolah e spara a quest'ultimo per finirlo, ma il trio riesce a sconfiggere il potente nemico che viene in seguito finito dal sopraggiunto Freezer: con i suoi complotti ormai scoperti, lo stesso Elec viene ucciso dal dittatore spaziale con estrema facilità.

#### Gas
Gas (ガス?, Gasu) è il fratello minore degli Heeter. Guerriero freddo e di poche parole, è un guerriero di bassa statura che cerca di non far trasparire nessuna emozione: solo quando combatte manifesta la sua natura sadica e arrogante, ma se messo alle strette può dimostrarsi infantile. È il combattente più forte della famiglia Heeter, sottoponendosi ad un duro addestramento in modo da aumentare la sua forza con lo scopo di poter battere Freezer in futuro. Prova una certa avversione per Granolah, non avendo gradito la decisione di Elec di assumerlo come mercenario, e cerca di umiliarlo ad ogni occasione. La devozione che lui ha per suo fratello Elec è assoluta. Possiede la capacità di generare armi bianche dal nulla. Inoltre, al contrario dei suoi fratelli quando si leva il suo inibitore di forza riesce a conservare parzialmente la sua coscienza per breve tempo: in questo stato diventa più alto e muscoloso, mentre dalle tempie gli spuntano due corna rivolte verso il basso. Anni prima della storia affrontò Bardack sul pianeta Cereal venendo sconfitto, un'umiliazione che non scordò mai. Nel suo piano per uccidere Freezer e rilevare la sua armata Elec chiede al drago Toronbo di trasformare Gas del guerriero più forte dell'universo, dotandolo di poteri immensi ma condannandolo ad un rapido deterioramento del suo corpo a causa del potere. Gas affronta in rapida successione Goku, Vegeta e Granolah, ma viene sconfitto dai loro sforzi congiunti: ormai divenuto poco più che uno zombie, l'Heeter viene finito da Black Freezer con facilità.

#### Macki
Macki (マキ?, Maki) è l'unica donna della famiglia Heeter. Smaliziata ed allegra, ha un temperamento reattivo che la porta a cedere facilmente alle provocazioni: nonostante ciò è spietata e gode nel vedere i suoi nemici sottomessi. Sembra tenere molto a Gas, trovando deplorevole il modo in cui Elec abusa di lui per i suoi scopi. Partecipa ai piani di suo fratello per conquistare la galassia, ma quando Freezer uccide sia Elec che Gas offre a lei e Oil di unirsi alla sua armata come servitori, proposta che i due accettano.

#### Oil
Oil (オイル?, Oiru) è il fratello di mezzo degli Heeter. Grosso di statura e amante del buon cibo, è un individuo crudele al pari degli altri membri della sua famiglia: è tuttavia decisamente meno cinico se paragonato a Elec, non approvando completamente i suoi metodi. Dopo la morte dei fratelli lui e Macki accettano di unirsi all'armata di Freezer come servitori.

## Altri personaggi

### Zuno
Zuno (ズノー?, Zunō) è un essere onnisciente che conosce tutto sull'universo, le persone si rivolgono a lui in cerca di risposte, ma è possibile chiedere il suo aiuto una sola volta. Zuno, in cambio delle sue risposte chiede al suo interlocutore un bacio sulla guancia, offre la risposta a una sola domanda ma a più di una se il bacio gli è stato dato da una donna. Il suo aspetto ricorda molto i kabuki, è un essere dalla stazza imponente, con labbra rosse e una carnagione rosa chiaro con orecchie sproporzionatamente più grandi rispetto alla testa. Nel corso della serie prima Bulma e Jaco e poi Zamasu si recano da lui per conoscere informazioni sulle super sfere del drago. In giapponese è doppiato da Keiichi Sonobe e in italiano da Luca Sandri.

### Re della Galassia
Il Re della Galassia (銀河王?, Gingaō) è a capo della Pattuglia Galattica, è una creatura aliena simile a un polpo dalla carnagione verde, sulla testa porta una corona gialla con il marchio della Pattuglia Galattica. Non lo si è mai visto in azione, infatti nelle sue apparizioni ha sempre rivestito un ruolo marginale. Appare come spettatore nel torneo tra i guerrieri del Sesto e del Settimo Universo, invece durante la saga di Molo coordina le operazioni della pattuglia. In giapponese è doppiato da Ken Uo mentre in italiano da Cesare Rasini.

### Esca
Esca (エスカ?, Esuka) è un bambino namecciano, appartenente alla casta degli stregoni, viene salvato da Goku e Vegeta quando Molo attaccherà Neo Namecc. Moori, prima di morire, darà al piccolo Esca il titolo di Capo Anziano. Molo e Crunberry manipoleranno Esca per mezzo di un'apparecchiatura elettronica facendo sì che lui esprima i desideri al drago Polunga per loro. Esca sarà l'unico namecciano a sopravvivere allo sterminio del suo pianeta a opera di Molo. Quando scapperà da Neo Namecc per un po' di tempo sarà ospite della Pattuglia Galattica. Farà ritorno su Neo Namecc quando Polunga riporterà in vita i namecciani. Il suo nome fa riferimento all'escargot.

### Monaito
Monaito (モナイト?) è l'ultimo namecciano sopravvissuto allo sterminio su Cereal, appartiene alla casta degli stregoni, è stato lui a crescere Granolah rappresentando per lui una figura genitoriale. Le sfere del drago di Cereal sono legate alla sua vita, è abile soprattutto nelle tecniche di ipnotismo. Lui e Granolah vennero salvati da Bardack, è stato merito suo se loro non sono morti insieme ai loro simili. Pur considerando preziose le sfere del drago, preferisce limitarne l'uso anche perché li ritiene degli oggetti pericolosi soprattutto nel caso in cui finiscano nella mani sbagliate. Il suo nome si riferisce all'ammonoidea.